# Liga Europa de la UEFA 2014-15
La Liga Europa de la UEFA 2014-15 (en inglés, UEFA Europa League) fue la 44.ª edición de esta competición. La final se jugó en el Estadio Nacional de Varsovia, Polonia.
Esta fue la primera temporada en la que los clubes deben cumplir con las normas de la Regulación Financial del Fair Play de la UEFA con el fin de participar. Un equipo de Gibraltar, cuya asociación de fútbol fue aceptada como miembro número 54 de la UEFA en el Congreso de la UEFA de mayo de 2013, también hizo su debut en esta competición.
A partir de esta edición, los ganadores de la UEFA Europa League se clasificarán para la siguiente temporada de la UEFA Champions League. Por lo tanto, los ganadores de este torneo se clasificarán para la UEFA Champions League 2015-16. Entrarán al menos a la ronda de play-off, y podrán clasificar en la fase de grupos. El campeón de esta edición fue Sevilla, que ganó su cuarto torneo el 27 de mayo de 2015 ante el Dnipro Dnipropetrovsk 3–2. De esta manera, revalidó el título obtenido en la edición previa, se convirtió en el equipo de fútbol más exitoso del certamen y el que más bicampeonatos consecutivos tuvo (con 2).

## Distribución de equipos por federaciones
Un total de 195 equipos (incluyendo 32 conjuntos eliminados de fases distintas de la Liga de Campeones) de 54 federaciones nacionales participan en esta edición. Dependiendo de sus respectivos Coeficiente UEFA, las federaciones tienen un número determinado de plazas.

## Clasificación de las federaciones de la UEFA
| Posición | Asociación      | Coef.  | Equipos |
| -------- | --------------- | ------ | ------- |
| 1        | España          | 88.025 | 3       |
| 2        | Inglaterra      | 82.963 | 3       |
| 3        | Alemania        | 79.614 | 3       |
| 4        | Italia          | 64.147 | 3       |
| 5        | Portugal        | 59.168 | 3       |
| 6        | Francia         | 59.000 | 3       |
| 7        | Ucrania         | 49.758 | 4       |
| 8        | Rusia           | 46.332 | 4       |
| 9        | Países Bajos    | 44.729 | 4       |
| 10       | Turquía         | 34.500 | 3       |
| 11       | Bélgica         | 34.400 | 3       |
| 12       | Grecia          | 34.000 | 3       |
| 13       | Suiza           | 28.925 | 3       |
| 14       | Chipre          | 26.833 | 3       |
| 15       | Dinamarca       | 25.700 | 3       |
| 16       | Austria         | 25.375 | 3       |
| 17       | República Checa | 23.725 | 3       |
| 18       | Rumanía         | 23.024 | 3       |

| Posición | Asociación           | Coef.  | Equipos |
| -------- | -------------------- | ------ | ------- |
| 19       | Israel               | 22.875 | 3       |
| 20       | Bielorrusia          | 20.875 | 3       |
| 21       | Polonia              | 20.750 | 3       |
| 22       | Croacia              | 19.583 | 3       |
| 23       | Suecia               | 15.625 | 3       |
| 24       | Escocia              | 15.191 | 3       |
| 25       | Serbia               | 14.625 | 3       |
| 26       | Eslovaquia           | 14.208 | 3       |
| 27       | Noruega              | 14.175 | 3       |
| 28       | Bulgaria             | 12.250 | 3       |
| 29       | Hungría              | 11.750 | 3       |
| 30       | Eslovenia            | 9.708  | 3       |
| 31       | Georgia              | 9.166  | 3       |
| 32       | Azerbaiyán           | 8.541  | 3       |
| 33       | Finlandia            | 8.508  | 3       |
| 34       | Bosnia y Herzegovina | 7.833  | 3       |
| 35       | Moldavia             | 7.666  | 3       |
| 36       | Irlanda              | 7.375  | 3       |

| Posición | Asociación        | Coef. | Equipos |
| -------- | ----------------- | ----- | ------- |
| 37       | Lituania          | 6.500 | 3       |
| 38       | Kazajistán        | 5.958 | 3       |
| 39       | Letonia           | 5.791 | 3       |
| 40       | Islandia          | 5.416 | 3       |
| 41       | Montenegro        | 5.250 | 3       |
| 42       | Macedonia         | 5.250 | 3       |
| 43       | Albania           | 4.166 | 3       |
| 44       | Malta             | 3.958 | 3       |
| 45       | Liechtenstein     | 3.500 | 1       |
| 46       | Luxemburgo        | 3.375 | 3       |
| 47       | Irlanda del Norte | 3.083 | 3       |
| 48       | Gales             | 2.583 | 3       |
| 49       | Estonia           | 2.208 | 3       |
| 50       | Armenia           | 1.750 | 3       |
| 51       | Islas Feroe       | 1.583 | 3       |
| 52       | San Marino        | 0.666 | 2       |
| 53       | Andorra           | 0.500 | 2       |
| 54       | Gibraltar         | 0.000 | 1       |

## Distribución
|                                            | Equipos que entran en esta fase | Equipos que proceden de la fase anterior      | Equipos que proceden de la Liga de Campeones                       |
| ------------------------------------------ | --- | --------------------------------------------- | ------------------------------------------------------------------ |
| Primera Fase de Clasificación (80 equipos) | - 22 ganadores de las copas nacionales de las federaciones 33–54 - 26 subcampeones de las ligas nacionales de las federaciones 27–53 (excepto Liechtenstein) - 29 terceros de las ligas nacionales de las federaciones 22–51 (excepto Liechtenstein) - 3 equipos clasificados según al ranking Fair Play |                                               |                                                                    |
| Segunda Fase de Clasificación (80 equipos) | - 14 ganadores de las copas nacionales de las federaciones 19–32 - 11 subcampeones de las ligas nacionales de las federaciones 16–26 - 6 terceros de las ligas nacionales de las federaciones 16–21 - 6 cuartos de las ligas nacionales de las federaciones 10–15 - 3 quintos de las ligas nacionales de las federaciones 7–9 | - 40 ganadores de la Primera ronda previa     |                                                                    |
| Tercera Fase de Clasificación (58 equipos) | - 3 ganadores de las copas nacionales de las federaciones 16–18 - 6 terceros de las ligas nacionales de las federaciones 10–15 - 3 cuartos de las ligas nacionales de las federaciones 7–9 - 3 quintos de las ligas nacionales de las federaciones 4–6 (excepto el campeón de la Copa de la Liga de Francia) - 3 sextos de las ligas nacionales de las federaciones 1–3 (excepto el campeón de la Copa de la Liga de Inglaterra) | - 40 ganadores de la Segunda ronda previa     |                                                                    |
| Play-Off (62 equipos)                      | - 9 ganadores de las copas nacionales de las federaciones 7–15 - 3 terceros de las ligas nacionales de las federaciones 7–9 - 3 cuartos de las ligas nacionales de las federaciones 4–6 - 3 quintos de las ligas nacionales de las federaciones 1–3 | - 29 ganadores de la Tercera ronda previa     | - 15 perdedores de la Tercera ronda previa de la Liga de Campeones |
| Fase de grupos (48 equipos)                | - Campeón vigente - 6 ganadores de las copas nacionales de las federaciones 1–6 | - 31 ganadores de la eliminatoria             | - 10 perdedores de la eliminatoria de la Liga de Campeones         |
| Eliminatorias Directas (32 equipos)        | | - 12 primeros de grupo - 12 segundos de grupo | - 8 terceros de la fase de grupos de la Liga de Campeones          |

## Equipos participantes
- CV: Campeón vigente
- CC: Campeón de la copa
- SC: Subcampeón de la copa
- CCL: Campeón de Copa de la Liga
- N.º: Posición en la Liga
- FP: Fair play
- LC: Procedente de la Liga de Campeones
  - FG: Terceros en la fase de grupos
  - PO: Perdedores de la eliminatoria
  - 3FC: Perdedores de la Tercera ronda previa

| Dieciseisavos de final         | Dieciseisavos de final    | Dieciseisavos de final       | Dieciseisavos de final         |
| ------------------------------ | ------------------------- | ---------------------------- | ------------------------------ |
| Olympiacos (LC FG)             | Liverpool (LC FG)         | Zenit (LC FG)                | Anderlecht (LC FG)             |
| Roma (LC FG)                   | Ajax (LC FG)              | Sporting de Lisboa (LC FG)   | Athletic Club (LC FG)          |
| Fase de grupos                 |                           |                              |                                |
| Sevilla (5º+CV)                | Guingamp (CC)             | Aalborg (LC PO)              | Celtic (LC PO)                 |
| Everton (5º)                   | Dinamo de Kiev (CC)       | Lille (LC PO)                | Napoli (LC PO)                 |
| Wolfsburgo (5º)                | Standard Lieja (LC PO)    | Red Bull Salzburgo (LC PO)   |                                |
| Fiorentina (4º)                | Beşiktaş (LC PO)          | Copenhague (LC PO)           |                                |
| Estoril (4º)                   | Slovan Bratislava (LC PO) | Steaua Bucarest (LC PO)      |                                |
| Cuarta ronda previa (Play-Off) |                           |                              |                                |
| Villarreal (6º)                | PEC Zwolle (CC)           | Debreceni (LC 3FC)           | Aktobe (LC 3FC)                |
| Tottenham Hotspur (6º)         | Twente (3º)               | Maccabi Tel Aviv (LC 3FC)    | Dnipro Dnipropetrovsk (LC 3FC) |
| Borussia Monchengladbach (6º)  | Trabzonspor (4º)          | Panathinaikos (LC 3FC)       | Qarabağ (LC 3FC)               |
| Internazionale (5º)            | Lokeren (CC)              | Grasshopper (LC 3FC)         | Dinamo Zagreb (LC 3FC)         |
| Nacional (5º)                  | PAOK Salónica (3º)        | AEL Limassol (LC 3FC)        | Legia Varsovia (LC 3FC)        |
| Saint-Étienne (4º)             | Zürich (CC)               | HJK Helsinki (LC 3FC)        | Partizan Belgrado (LC 3FC)     |
| Metalist Járkov (3º)           | Apollon Limassol (3º)     | Sheriff Tiraspol (LC 3FC)    |                                |
| Rostov (CC)                    | Midtjylland (3º)          | Sparta Praga (LC 3FC)        |                                |
| Lokomotiv Moscú (3º)           | Rapid Viena (2º)          | Feyenoord Rotterdam (LC 3FC) |                                |
| Tercera ronda previa           |                           |                              |                                |
| Real Sociedad (7º)             | Olympique de Lyon (5º)    | Brujas (3º)                  | Viktoria Plzeň (2º)            |
| Hull City (SC)                 | Chornomorets Odesa (5º)   | Atromitos (4º)               | Astra Giurgiu (CC)             |
| Mainz 05 (7º)                  | Dinamo Moscú (4º)         | Young Boys (3º)              | Ironi Kiryat Shmona (CC)       |
| Torino (7º)                    | PSV Eindhoven (4º)        | Ermis Aradippou (4º)         |                                |
| Rio Ave (SC)                   | Karabükspor (7º)          | Brøndby (4º)                 |                                |
| Segunda ronda previa           |                           |                              |                                |
| Zorya Luhansk (7º)             | Mladá Boleslav (3º)       | Ruch Chorzów (3º)            | Molde (CC)                     |
| Krasnodar (5º)                 | Slovan Liberec (4º)       | Rijeka (CC)                  | CSKA Sofia (2º)                |
| Groningen (P-1º)               | Petrolul Ploiești (3º)    | Hajduk Split (3º)            | Győr ETO (2º)                  |
| Bursaspor (8º)                 | CFR Cluj (6º)             | Elfsborg (CC)                | Gorica (CC)                    |
| Zulte Waregem (P-1º)           | Hapoel Be'er Sheva (2º)   | AIK Solna (2º)               | Zestafoni (2º)                 |
| Asteras Tripolis (5º)          | Hapoel Tel Aviv (4º)      | St. Johnstone (CC)           | Neftchi Baku (CC)              |
| Luzern (4º)                    | Shakhtyor Salihorsk (CC)  | Motherwell (2º)              | RoPS (CC)                      |
| AC Omonia Nicosia (5º)         | Dinamo Minsk (3º)         | Vojvodina (CC)               | Sarajevo (CC)                  |
| Esbjerg (5º)                   | Neman Grodno (4º)         | Jagodina (3º)                |                                |
| Grödig (3º)                    | Zawisza Bydgoszcz (CC)    | Košice (CC)                  |                                |
| St. Pölten (SC)                | Lech Poznań (2º)          | Trenčín (2º)                 |                                |
| Primera Ronda Previa           |                           |                              |                                |
| RNK Split (4º)                 | Željezničar (4º)          | Čelik Nikšić (3º)            | Aberystwyth Town (SC)          |
| IFK Göteborg (3º)              | Zimbru Chișinău (CC)      | Budućnost Podgorica (4º)     | Nõmme Kalju (2º)               |
| Aberdeen (3º)                  | Tiraspol (2º)             | Turnovo (2º)                 | Sillamäe Kalev (3º)            |
| Čukarički (5º)                 | FC Veris (3º)             | Metalurg Skopje (3º)         | Santos Tartu (SC)              |
| Spartak Trnava (3º)            | Sligo Rovers (CC)         | Shkëndija (4º)               | Pyunik (CC)                    |
| Rosenborg (2º)                 | Dundalk (2º)              | Flamurtari Vlorë (CC)        | Shirak (2º)                    |
| Haugesund (3º)                 | Derry City (4º)           | Kukësi (2º)                  | Mika (3º)                      |
| Litex Lovech (3º)              | Atlantas (2º)             | Laçi (3º)                    | Víkingur (CC)                  |
| Botev Plovdiv (SC)             | Ekranas (3º)              | Birkirkara (2º)              | ÍF (2º)                        |
| Ferencváros (3º)               | Banga Gargždai (SC)       | Hibernians (3º)              | B36 Tórshavn (3º)              |
| Diósgyőr (SC)                  | Shakhter Karagandy (CC)   | Sliema Wanderers (SC)        | Libertas (CC)                  |
| Koper (2º)                     | Astana (2º)               | Vaduz (CC)                   | Folgore (2º)                   |
| Rudar Velenje (3º)             | Kairat (3º)               | Differdange 03 (CC)          | Sant Julià (CC)                |
| Sioni Bolnisi (3º)             | Jelgava (CC)              | Fola Esch (2º)               | UE Santa Coloma (2º)           |
| Chikhura Sachkhere (SC)        | Daugava Daugavpils (3º)   | Jeunesse Esch (4º)           | College Europa (SC)            |
| Inter Baku (2º)                | Daugava Riga (4º)         | Glenavon (CC)                | Tromsø (FP)                    |
| Gabala (3º)                    | Fram Reykjavík (CC)       | Linfield (2º)                | Brommapojkarna (FP)            |
| Honka (2º)                     | FH (2º)                   | Crusaders (3º)               | MYPA (FP)                      |
| VPS (3º)                       | Stjarnan (3º)             | Airbus UK Broughton (2º)     |                                |
| Široki Brijeg (2º)             | Lovćen Cetinje (CC)       | Bangor City (P-1º)           |                                |

## Calendario
El calendario de la competición es el siguiente:
Todos los sorteos se llevarán a cabo en la sede de la UEFA en Nyon, Suiza a menos que se indique lo contrario.
| Fase                 | Ronda                  | Día de sorteo                 | Ida                                                             | Vuelta                                                          |
| -------------------- | ---------------------- | ----------------------------- | --------------------------------------------------------------- | --------------------------------------------------------------- |
| Clasificación        | Primera ronda previa   | 23 de junio de 2014           | 3 de julio de 2014                                              | 10 de julio de 2014                                             |
| Clasificación        | Segunda ronda previa   | 23 de junio de 2014           | 17 de julio de 2014                                             | 24 de julio de 2014                                             |
| Clasificación        | Tercera ronda previa   | 18 de julio de 2014           | 31 de julio de 2014                                             | 7 de agosto de 2014                                             |
| Play-off             | Ronda de play-off      | 8 de agosto de 2014           | 21 de agosto de 2014                                            | 28 de agosto de 2014                                            |
| Fase de grupos       | Fecha 1                | 29 de agosto de 2014 (Mónaco) | 18 de septiembre de 2014                                        | 18 de septiembre de 2014                                        |
| Fase de grupos       | Fecha 2                | 29 de agosto de 2014 (Mónaco) | 2 de octubre de 2014                                            | 2 de octubre de 2014                                            |
| Fase de grupos       | Fecha 3                | 29 de agosto de 2014 (Mónaco) | 23 de octubre de 2014                                           | 23 de octubre de 2014                                           |
| Fase de grupos       | Fecha 4                | 29 de agosto de 2014 (Mónaco) | 6 de noviembre de 2014                                          | 6 de noviembre de 2014                                          |
| Fase de grupos       | Fecha 5                | 29 de agosto de 2014 (Mónaco) | 27 de noviembre de 2014                                         | 27 de noviembre de 2014                                         |
| Fase de grupos       | Fecha 6                | 29 de agosto de 2014 (Mónaco) | 11 de diciembre de 2014                                         | 11 de diciembre de 2014                                         |
| Eliminatoria directa | Dieciseisavos de final | 15 de diciembre de 2014       | 19 de febrero de 2015                                           | 26 de febrero de 2015                                           |
| Eliminatoria directa | Octavos de final       | 27 de febrero de 2015         | 12 de marzo de 2015                                             | 19 de marzo de 2015                                             |
| Eliminatoria directa | Cuartos de final       | 20 de marzo de 2015           | 16 de abril de 2015                                             | 23 de abril de 2015                                             |
| Eliminatoria directa | Semifinales            | 24 de abril de 2015           | 7 de mayo de 2015                                               | 14 de mayo de 2015                                              |
| Eliminatoria directa | Final                  | 24 de abril de 2015           | 27 de mayo de 2015 en el Estadio Nacional de Varsovia, Polonia. | 27 de mayo de 2015 en el Estadio Nacional de Varsovia, Polonia. |

## Rondas previas

### Primera ronda previa
Participaron en esta ronda 78 equipos, 3 de ellos pertenecientes a las respectivas ligas con mayor coeficiente de juego limpio. La ida de las eliminatorias se disputó el 1 y 3 de julio, mientras que la vuelta se jugó el 8, 10, y 11 de julio.
| Equipo local ida    | Resultado     | Equipo local vuelta | Partido Ida | Partido Vuelta |
| ------------------- | ------------- | ------------------- | ----------- | -------------- |
| Sioni Bolnisi       | 4:4 (v)       | Flamurtari Vlorë    | 2 - 3       | 2 - 1          |
| Tiraspol            | 3:6           | Inter Baku          | 2 - 3       | 1 - 3          |
| Hibernians          | 2:9           | Spartak Trnava      | 2 - 4       | 0 - 5          |
| Čukarički           | 4:0           | Sant Julià          | 4 - 0       | 0 - 0          |
| Čelik Nikšić        | 0:9           | Koper               | 0 - 5       | 0 - 4          |
| Turnovo             | 1:4           | Chikhura Sachkhere  | 0 - 1       | 1 - 3          |
| Shirak              | 1:6           | Shakhter Karagandy  | 1 - 2       | 0 - 4          |
| Gabala              | 0:5           | Široki Brijeg       | 0 - 2       | 0 - 3          |
| Diósgyőr            | 6:2           | Birkirkara          | 2 - 1       | 4 - 1          |
| Vaduz               | 4:0           | College Europa      | 3 - 0       | 1 - 0          |
| FC Veris            | 0:3           | Litex Lovech        | 0 - 0       | 0 - 3          |
| UE Santa Coloma     | 0:5           | Metalurg Skopje     | 0 - 3       | 0 - 2          |
| Kairat              | 1:0           | Kukësi              | 1 - 0       | 0 - 0          |
| Folgore             | 1:5           | Budućnost Podgorica | 1 - 2       | 0 - 3          |
| RNK Split           | 3:1           | Mika                | 2 - 0       | 1 - 1          |
| Botev Plovdiv       | 6:0           | Libertas            | 4 - 0       | 2 - 0          |
| Željezničar         | 1:0           | Lovćen Cetinje      | 0 - 0       | 1 - 0          |
| Shkëndija           | 2:3           | Zimbru Chișinău     | 2 - 1       | 0 - 2          |
| Sliema Wanderers    | 2:3           | Ferencváros         | 1 - 1       | 1 - 2          |
| Pyunik              | 1:6           | Astana              | 1 - 4       | 0 - 2          |
| Rudar Velenje       | 2:2 (2:3 pen) | Laçi                | 1 - 1       | 1 - 1          |
| Differdange 03      | 2:3           | Atlantas            | 1 - 0       | 1 - 3          |
| VPS                 | 2:3           | Brommapojkarna      | 2 - 1       | 0 - 2          |
| B36 Tórshavn        | 2:3           | Linfield            | 1 - 2       | 1 - 1          |
| Fram Reykjavík      | 2:3           | Nõmme Kalju         | 0 - 1       | 2 - 2          |
| Rosenborg           | 6:0           | Jelgava             | 4 - 0       | 2 - 0          |
| Derry City          | 9:0           | Aberystwyth Town    | 4 - 0       | 5 - 0          |
| Aberdeen            | 8:0           | Daugava Riga        | 5 - 0       | 3 - 0          |
| Santos Tartu        | 1:13          | Tromsø              | 0 - 7       | 1 - 6          |
| Crusaders           | 5:2           | Ekranas             | 3 - 1       | 2 - 1          |
| Stjarnan            | 8:0           | Bangor City         | 4 - 0       | 4 - 0          |
| Jeunesse Esch       | 1:5           | Dundalk             | 0 - 2       | 1 - 3          |
| MYPA                | 1:0           | ÍF                  | 1 - 0       | 0 - 0          |
| FH                  | 6:2           | Glenavon            | 3 - 0       | 3 - 2          |
| Sillamäe Kalev      | (v)(pr) 4:4   | Honka               | 2 - 1       | 2 - 3          |
| Banga Gargždai      | 0:4           | Sligo Rovers        | 0 - 0       | 0 - 4          |
| Víkingur            | 3:2           | Daugava Daugavpils  | 2 - 1       | 1 - 1          |
| IFK Göteborg        | 2:0           | Fola Esch           | 0 - 0       | 2 - 0          |
| Airbus UK Broughton | 2:3           | Haugesund           | 1 - 1       | 1 - 2          |

### Segunda ronda previa
Participaron en esta ronda 80 equipos, los 39 equipos ganadores de la primera ronda más los 41 equipos que entran en esta ronda. La ida de las eliminatorias se disputó el 17 de julio, mientras que la vuelta se jugó el 22 y 24 de julio.
| Equipo local ida    | Resultado     | Equipo local vuelta | Partido Ida | Partido Vuelta |
| ------------------- | ------------- | ------------------- | ----------- | -------------- |
| Győr                | 1:3           | IFK Göteborg        | 0 - 3       | 1 - 0          |
| Molde               | 5:2           | Gorica              | 4 - 1       | 1 - 1          |
| Metalurg Skopje     | (v) 2:2       | Željezničar         | 0 - 0       | 2 - 2          |
| Nõmme Kalju         | 1:3           | Lech Poznań         | 1 - 0       | 0 - 3          |
| Dinamo Minsk        | 3:0           | MYPA                | 3 - 0       | 0 - 0          |
| Neman Grodno        | 1:3           | FH                  | 1 - 1       | 0 - 2          |
| RNK Split           | 2:1           | Hapoel Be'er Sheva  | 2 - 1       | 0 - 0          |
| Košice              | 0:4           | Slovan Liberec      | 0 - 1       | 0 - 3          |
| Víkingur            | 2:1           | Tromsø              | 0 - 0       | 2 - 1          |
| Petrolul Ploiești   | 5:1           | Flamurtari Vlorë    | 2 - 0       | 3 - 1          |
| Čukarički           | 2:5           | Grödig              | 0 - 4       | 2 - 1          |
| CFR Cluj            | 1:0           | Jagodina            | 0 - 0       | 1 - 0          |
| Motherwell          | 4:5 (pr)      | Stjarnan            | 2 - 2       | 2 - 3          |
| Zestafoni           | 0:3           | Spartak Trnava      | 0 - 0       | 0 - 3          |
| Brommapojkarna      | 5:1           | Crusaders           | 4 - 0       | 1 - 1          |
| Aberdeen            | 2:1           | Groningen           | 0 - 0       | 2 -1           |
| Bursaspor           | 0:0 (1:4 pen) | Chikhura Sachkhere  | 0 - 0       | 0 - 0          |
| Neftchi Baku        | 3:2           | Koper               | 1 - 2       | 2 - 0          |
| Linfield            | 1:2           | AIK                 | 1 - 0       | 0 - 2          |
| Rijeka              | 3:1           | Ferencváros         | 1 - 0       | 2 - 1          |
| Budućnost Podgorica | 0:2           | Omonia Nicosia      | 0 - 2       | 0 - 0          |
| Mladá Boleslav      | 6:1           | Široki Brijeg       | 2 - 1       | 4 - 0          |
| Luzern              | 2:2 (4:5 pen) | St. Johnstone       | 1 - 1       | 1 - 1          |
| Laçi                | 1:5           | Zorya Luhansk       | 0 - 3       | 1 - 2          |
| Rosenborg           | 4:3           | Sligo Rovers        | 1 - 2       | 3 - 1          |
| Atlantas            | 0:3           | Shakhter Karagandy  | 0 - 0       | 0 - 3          |
| Sarajevo            | 3:2           | Haugesund           | 0 - 1       | 3 - 1          |
| Zulte Waregem       | 5:2           | Zawisza Bydgoszcz   | 2 - 1       | 3 - 1          |
| Sillamäe Kalev      | 0:9           | FC Krasnodar        | 0 - 4       | 0 - 5          |
| CSKA Sofia          | 1:1 (v)       | Zimbru Chișinău     | 1 - 1       | 0 - 0          |
| Derry City          | 1:6           | Shakhtyor Salihorsk | 0 - 1       | 1 - 5          |
| Ruch Chorzów        | 3:2           | Vaduz               | 3 - 2       | 0 - 0          |
| Astana              | 3:1           | Hapoel Tel Aviv     | 3 - 0       | 0 - 1          |
| Trenčín             | 4:3           | Vojvodina           | 4 - 0       | 0 - 3          |
| Litex Lovech        | 2:3           | Diósgyőr            | 0 - 2       | 2 - 1          |
| Botev Plovdiv       | 2:3           | St. Pölten          | 2 - 1       | 0 - 2          |
| RoPS                | 3:5           | Asteras Tripoli     | 1 - 1       | 2 - 4          |
| Dundalk             | 2:3           | Hajduk Split        | 0 - 2       | 2 - 1          |
| Kairat              | 1:2           | Esbjerg             | 1 - 1       | 0 - 1          |
| Elfsborg            | 1:1 (4:3 pen) | Inter Baku          | 0 - 1       | 1 - 0          |

### Tercera ronda previa
Participaron en esta ronda 58 equipos, 18 equipos que entran nuevos en esta ronda más 40 equipos procedentes de la segunda ronda. La ida de las eliminatorias se disputó el 31 de julio, mientras que la vuelta se jugó el 7 de agosto.
| Equipo local ida   | Resultado  | Equipo local vuelta | Partido Ida | Partido Vuelta |
| ------------------ | ---------- | ------------------- | ----------- | -------------- |
| Karabükspor        | (v.) 1:1   | Rosenborg           | 0 - 0       | 1 - 1          |
| RNK Split          | 2:0        | Chornomorets Odesa  | 2 - 0       | 0 - 0          |
| St. Johnstone      | 2:3        | Spartak Trnava      | 1 - 2       | 1 - 1          |
| Maguncia 05        | 2:3        | Asteras Tripoli     | 1 - 0       | 1 - 3          |
| Diósgyőr           | 1:8        | FC Krasnodar        | 1 - 5       | 0 - 3          |
| Mladá Boleslav     | 2:6        | Lyon                | 1 - 4       | 1 - 2          |
| Trenčín            | 1:2        | Hull City           | 0 - 0       | 1 - 2          |
| Omonia Nicosia     | 4:0        | Metalurg Skopje     | 3 - 0       | 1 - 0          |
| Brommapojkarna     | 0:7        | Torino              | 0 - 3       | 0 - 4          |
| PSV Eindhoven      | 4:2        | St. Pölten          | 1 - 0       | 3 - 2          |
| Stjarnan           | 1:0        | Lech Poznań         | 1 - 0       | 0 - 0          |
| Zorya Luhansk      | 3:2        | Molde               | 1 - 1       | 2 - 1          |
| Sarajevo           | (pró.) 4:3 | Atromitos           | 1 - 2       | 3 - 1          |
| Real Sociedad      | 5:2        | Aberdeen            | 2 - 0       | 3 - 2          |
| Astana             | 4:1        | AIK                 | 1 - 1       | 3 - 0          |
| Zulte Waregem      | 4:7        | Shakhtyor Salihorsk | 2 - 5       | 2 - 2          |
| Grödig             | 2:2 (v.)   | Zimbru Chișinău     | 1 - 2       | 1 - 0          |
| Astra Giurgiu      | 6:2        | Slovan Liberec      | 3 - 0       | 3 - 2          |
| Ruch Chorzów       | (v.) 2:2   | Esbjerg             | 0 - 0       | 2 - 2          |
| Dinamo Moscú       | 3:2        | Ironi Kiryat Shmona | 1 - 1       | 2 - 1          |
| Young Boys         | 3:0        | Ermis Aradippou     | 1 - 0       | 2 - 0          |
| Elfsborg           | 5:3        | FH                  | 4 - 1       | 1 - 2          |
| Petrolul Ploiești  | 5:2        | Viktoria Plzeň      | 1 - 1       | 4 - 1          |
| Víkingur           | 1:9        | Rijeka              | 1 - 5       | 0 - 4          |
| Dinamo Minsk       | 3:0        | CFR Cluj            | 1 - 0       | 2 - 0          |
| Neftchi Baku       | 3:2        | Chikhura Sachkhere  | 0 - 0       | 3 - 2          |
| IFK Göteborg       | 0:1        | Rio Ave             | 0 - 1       | 0 - 0          |
| Brujas             | 5:0        | Brøndby             | 3 - 0       | 2 - 0          |
| Shakhter Karagandy | 4:5        | Hajduk Split        | 4 - 2       | 0 - 3          |

### Cuarta ronda previa (Ronda de play-off)
Participaron en esta ronda 62 equipos, 18 que entran nuevos en esta ronda, 29 equipos procedentes de la tercera ronda y los 15 equipos eliminados de la tercera ronda previa de la Liga de Campeones. La ida de los play-off se disputó el 21 de agosto, mientras que la vuelta se jugó el 28 de agosto.
| Equipo local ida      | Resultado      | Equipo local vuelta      | Partido Ida | Partido Vuelta |
| --------------------- | -------------- | ------------------------ | ----------- | -------------- |
| Dnipro Dnipropetrovsk | 2:1            | Hajduk Split             | 2 - 1       | 0 - 0          |
| Stjarnan              | 0:9            | Internazionale           | 0 - 3       | 0 - 6          |
| Dinamo Moscú          | 4:3            | Omonia Nicosia           | 2 - 2       | 2 - 1          |
| Aktobe                | 0:3            | Legia Varsovia           | 0 - 1       | 0 - 2          |
| Olympique Lyon        | 2:2 (v.)       | Astra Giurgiu            | 1 - 2       | 1 - 0          |
| Lokeren               | (v) 2:2        | Hull City                | 1 - 0       | 1 - 2          |
| Partizan              | 5:3            | Neftchi Baku             | 3 - 2       | 2 - 1          |
| Ruch Chorzów          | 0:1            | Metalist Kharkiv         | 0 - 0       | 0 - 1          |
| Elfsborg              | 2:2 (v.)       | Rio Ave                  | 2 - 1       | 0 - 1          |
| PSV Eindhoven         | 3:0            | Shakhtyor Salihorsk      | 1 - 0       | 2 - 0          |
| Karabükspor           | 1:1 (3-4 pen.) | Saint-Étienne            | 1 - 0       | 0 - 1          |
| Panathinaikos         | 6:2            | Midtjylland              | 4 - 1       | 2 - 1          |
| Zorya Luhansk         | 4:5            | Feyenoord                | 1 - 1       | 3 - 4          |
| Grasshopper           | 1:3            | Brujas                   | 1 - 2       | 0 - 1          |
| Real Sociedad         | 1:3            | Krasnodar                | 1 - 0       | 0 - 3          |
| Rijeka                | 4:0            | Sheriff Tiraspol         | 1 - 0       | 3 - 0          |
| Sarajevo              | 2:10           | Borussia Mönchengladbach | 2 - 3       | 0 - 7          |
| Apollon Limassol      | 5:2            | Lokomotiv Moscú          | 1 - 1       | 4 - 1          |
| Astana                | 0:7            | Villarreal               | 0 - 3       | 0 - 4          |
| Young Boys            | 3:1            | Debreceni                | 3 - 1       | 0 - 0          |
| PEC Zwolle            | 2:4            | Sparta Praga             | 1 - 1       | 1 - 3          |
| Spartak Trnava        | 2:4            | Zürich                   | 1 - 3       | 1 - 1          |
| Asteras Tripoli       | (v) 3:3        | Maccabi Tel Aviv         | 2 - 0       | 1 - 3          |
| AEL Limassol          | 1:5            | Tottenham Hotspur        | 1 - 2       | 0 - 3          |
| Dinamo Minsk          | 5:2            | Nacional                 | 2 - 0       | 3 - 2          |
| Qarabağ               | (v) 1:1        | Twente                   | 0 - 0       | 1 - 1          |
| Petrolul Ploiești     | 2:5            | Dinamo Zagreb            | 1 - 3       | 1 - 2          |
| HJK                   | 5:4            | Rapid Viena              | 2 - 1       | 3 - 3          |
| Trabzonspor           | 2:0            | Rostov                   | 2 - 0       | 0 - 0          |
| Zimbru Chișinău       | 1:4            | PAOK                     | 1 - 0       | 0 - 4          |
| Split                 | 0:1            | Torino                   | 0 - 0       | 0 - 1          |

## Fase de grupos
En la fase de grupos participaron 48 equipos: 6 que ganaron la copa de su país, junto a 31 equipos procedentes de la ronda de play-off, los 10 equipos eliminados de la ronda de play-off de la Liga de Campeones y el campeón de la edición anterior de la competición.
| 1º bombo (Cabezas de serie) | 2º bombo                          | 3º bombo                       | 4º bombo                  |
| --------------------------- | --------------------------------- | ------------------------------ | ------------------------- |
| Inter (95.387)              | Steaua de Bucarest (39.451)       | Everton (24.949)               | Dinamo Moscú (12.399)     |
| Tottenham Hotspur (75.949)  | Standard Lieja (38.260)           | Young Boys (24.145)            | Krasnodar (9.399)         |
| Sevilla (71.042)            | PAOK (37.720)                     | Dinamo Zagreb (23.925)         | Rijeka (8.925)            |
| PSV Eindhoven (64.862)      | Celtic (36.813)                   | Zürich (18.645)                | Lokeren (8.760)           |
| Napoli (61.387)             | Besiktas (32.840)                 | Estoril (15.459)               | Asteras Trípoli (8.720)   |
| Dinamo Kiev (56.193)        | Wolfsburg (32.328)                | Legia Warszawa (15.275)        | Slovan Bratislava (8.700) |
| Villarreal (53.542)         | Brujas (32.260)                   | Partizan (14.825)              | Apollon Limassol (8.650)  |
| Fiorentina (49.387)         | Dnipro Dnipropetrovsk (32.193)    | Torino (13.387)                | Qarabağ (7.575)           |
| Red Bull Salzburg (46.185)  | Trabzonspor (31.340)              | Feyenoord de Róterdam (13.362) | HJK (7.435)               |
| Metalist Járkov (45.693)    | Panathinaikos (30.220)            | Guingamp (12.800)              | Astra Giurgiu (6.951)     |
| Lille (45.300)              | Sparta Praha (28.870)             | Saint-Étienne (12.800)         | Dinamo Minsk (6.725)      |
| Copenhague (45.260)         | Borussia Mönchengladbach (25.328) | Rio Ave (12.459)               | Aalborg (5.260)           |

### Grupo A
| Equipo                   | Pts | PJ | PG | PE | PP | GF | GC | Dif |
| ------------------------ | --- | -- | -- | -- | -- | -- | -- | --- |
| Borussia Mönchengladbach | 12  | 6  | 3  | 3  | 0  | 14 | 4  | +10 |
| Villarreal               | 11  | 6  | 3  | 2  | 1  | 15 | 7  | +8  |
| Zürich                   | 7   | 6  | 2  | 1  | 3  | 10 | 14 | -4  |
| Apollon Limassol         | 3   | 6  | 1  | 0  | 5  | 4  | 18 | -14 |

| \| Fecha \| Estadio \| Local \| Resultado \| Visitante \| \| ------------------------ \| ------------- \| ------------------------ \| --------- \| ------------------------ \| \| 18 de septiembre de 2014 \| Estadio GSP \| Apollon Limassol \| 3:2 \| FC Zürich \| \| 18 de septiembre de 2014 \| Borussia Park \| Borussia Mönchengladbach \| 1:1 \| Villarreal \| \| 2 de octubre de 2014 \| El Madrigal \| Villarreal \| 4:0 \| Apollon Limassol \| \| 2 de octubre de 2014 \| Letzigrund \| FC Zürich \| 1:1 \| Borussia Mönchengladbach \| \| 23 de octubre de 2014 \| El Madrigal \| Villarreal \| 4:1 \| FC Zürich \| \| 23 de octubre de 2014 \| Borussia Park \| Borussia Mönchengladbach \| 5:0 \| Apollon Limassol \| \| 6 de noviembre de 2014 \| Letzigrund \| FC Zürich \| 3:2 \| Villarreal \| \| 6 de noviembre de 2014 \| Estadio GSP \| Apollon Limassol \| 0:2 \| Borussia Mönchengladbach \| \| 27 de noviembre de 2014 \| Letzigrund \| FC Zürich \| 3:1 \| Apollon Limassol \| \| 27 de noviembre de 2014 \| El Madrigal \| Villarreal \| 2:2 \| Borussia Mönchengladbach \| \| 11 de diciembre de 2014 \| Estadio GSP \| Apollon Limassol \| 0:2 \| Villarreal \| \| 11 de diciembre de 2014 \| Borussia Park \| Borussia Mönchengladbach \| 3:0 \| FC Zürich \| |               |                          |           |                          |
| Fecha | Estadio       | Local                    | Resultado | Visitante                |
| 18 de septiembre de 2014 | Estadio GSP   | Apollon Limassol         | 3:2       | FC Zürich                |
| 18 de septiembre de 2014 | Borussia Park | Borussia Mönchengladbach | 1:1       | Villarreal               |
| 2 de octubre de 2014 | El Madrigal   | Villarreal               | 4:0       | Apollon Limassol         |
| 2 de octubre de 2014 | Letzigrund    | FC Zürich                | 1:1       | Borussia Mönchengladbach |
| 23 de octubre de 2014 | El Madrigal   | Villarreal               | 4:1       | FC Zürich                |
| 23 de octubre de 2014 | Borussia Park | Borussia Mönchengladbach | 5:0       | Apollon Limassol         |
| 6 de noviembre de 2014 | Letzigrund    | FC Zürich                | 3:2       | Villarreal               |
| 6 de noviembre de 2014 | Estadio GSP   | Apollon Limassol         | 0:2       | Borussia Mönchengladbach |
| 27 de noviembre de 2014 | Letzigrund    | FC Zürich                | 3:1       | Apollon Limassol         |
| 27 de noviembre de 2014 | El Madrigal   | Villarreal               | 2:2       | Borussia Mönchengladbach |
| 11 de diciembre de 2014 | Estadio GSP   | Apollon Limassol         | 0:2       | Villarreal               |
| 11 de diciembre de 2014 | Borussia Park | Borussia Mönchengladbach | 3:0       | FC Zürich                |

### Grupo B
| Equipo     | Pts | PJ | PG | PE | PP | GF | GC | Dif |
| ---------- | --- | -- | -- | -- | -- | -- | -- | --- |
| Brujas     | 12  | 6  | 3  | 3  | 0  | 10 | 2  | +8  |
| Torino     | 11  | 6  | 3  | 2  | 1  | 9  | 3  | +6  |
| Helsinki   | 6   | 6  | 2  | 0  | 4  | 5  | 11 | -6  |
| Copenhague | 4   | 6  | 1  | 1  | 4  | 5  | 13 | -8  |

| \| Fecha \| Estadio \| Local \| Resultado \| Visitante \| \| ------------------------ \| ------------------- \| ------------ \| --------- \| ------------ \| \| 18 de septiembre de 2014 \| Parken Stadion \| Copenhague \| 2:0 \| HJK Helsinki \| \| 18 de septiembre de 2014 \| Estadio Jan Breydel \| Brujas \| 0:0 \| Torino \| \| 2 de octubre de 2014 \| Olímpico de Turín \| Torino \| 1:0 \| Copenhague \| \| 2 de octubre de 2014 \| Sonera \| HJK Helsinki \| 0:3 \| Brujas \| \| 23 de octubre de 2014 \| Olímpico de Turín \| Torino \| 2:0 \| HJK \| \| 23 de octubre de 2014 \| Estadio Jan Breydel \| Brujas \| 1:1 \| Copenhague \| \| 6 de noviembre de 2014 \| Sonera \| HJK \| 2:1 \| Torino \| \| 6 de noviembre de 2014 \| Parken Stadion \| Copenhague \| 0:4 \| Brujas \| \| 27 de noviembre de 2014 \| Sonera \| HJK \| 2:1 \| Copenhague \| \| 27 de noviembre de 2014 \| Olímpico de Turín \| Torino \| 0:0 \| Brujas \| \| 11 de diciembre de 2014 \| Parken Stadion \| Copenhague \| 1:5 \| Torino \| \| 11 de diciembre de 2014 \| Estadio Jan Breydel \| Brujas \| 2:1 \| HJK \| |                     |              |           |              |
| Fecha | Estadio             | Local        | Resultado | Visitante    |
| 18 de septiembre de 2014 | Parken Stadion      | Copenhague   | 2:0       | HJK Helsinki |
| 18 de septiembre de 2014 | Estadio Jan Breydel | Brujas       | 0:0       | Torino       |
| 2 de octubre de 2014 | Olímpico de Turín   | Torino       | 1:0       | Copenhague   |
| 2 de octubre de 2014 | Sonera              | HJK Helsinki | 0:3       | Brujas       |
| 23 de octubre de 2014 | Olímpico de Turín   | Torino       | 2:0       | HJK          |
| 23 de octubre de 2014 | Estadio Jan Breydel | Brujas       | 1:1       | Copenhague   |
| 6 de noviembre de 2014 | Sonera              | HJK          | 2:1       | Torino       |
| 6 de noviembre de 2014 | Parken Stadion      | Copenhague   | 0:4       | Brujas       |
| 27 de noviembre de 2014 | Sonera              | HJK          | 2:1       | Copenhague   |
| 27 de noviembre de 2014 | Olímpico de Turín   | Torino       | 0:0       | Brujas       |
| 11 de diciembre de 2014 | Parken Stadion      | Copenhague   | 1:5       | Torino       |
| 11 de diciembre de 2014 | Estadio Jan Breydel | Brujas       | 2:1       | HJK          |

### Grupo C
| Equipo            | Pts | PJ | PG | PE | PP | GF | GC | Dif |
| ----------------- | --- | -- | -- | -- | -- | -- | -- | --- |
| Beşiktaş          | 12  | 6  | 3  | 3  | 0  | 11 | 5  | +6  |
| Tottenham Hotspur | 11  | 6  | 3  | 2  | 1  | 9  | 4  | +5  |
| Asteras Tripolis  | 6   | 6  | 1  | 3  | 2  | 7  | 10 | -3  |
| Partizan          | 2   | 6  | 0  | 2  | 4  | 1  | 9  | -8  |

| \| Fecha \| Estadio \| Local \| Resultado \| Visitante \| \| ------------------------ \| ------------------------ \| ------------------- \| --------- \| ------------------- \| \| 18 de septiembre de 2014 \| Estadio Olímpico Atatürk \| Besiktas \| 1:1 \| Asteras Tripolis FC \| \| 18 de septiembre de 2014 \| Estadio Partizan \| Partizan \| 0:0 \| Tottenham Hotspur \| \| 2 de octubre de 2014 \| White Hart Lane \| Tottenham Hotspur \| 1:1 \| Besiktas \| \| 2 de octubre de 2014 \| Theodoros Kolokotronis \| Asteras Tripolis FC \| 2:0 \| Partizan \| \| 23 de octubre de 2014 \| White Hart Lane \| Tottenham Hotspur \| 5:1 \| Asteras Tripolis FC \| \| 23 de octubre de 2014 \| Estadio Partizan \| Partizan \| 0:4 \| Besiktas \| \| 6 de noviembre de 2014 \| Theodoros Kolokotronis \| Asteras Tripolis FC \| 1:2 \| Tottenham Hotspur \| \| 6 de noviembre de 2014 \| Estadio Olímpico Atatürk \| Besiktas \| 2:1 \| Partizan \| \| 27 de noviembre de 2014 \| White Hart Lane \| Tottenham Hotspur \| 1:0 \| Partizan \| \| 27 de noviembre de 2014 \| Theodoros Kolokotronis \| Asteras Tripolis FC \| 2:2 \| Besiktas \| \| 11 de diciembre de 2014 \| Estadio Partizan \| Partizan \| 0:0 \| Asteras Tripolis FC \| \| 11 de diciembre de 2014 \| Estadio Olímpico Atatürk \| Besiktas \| 1:0 \| Tottenham Hotspur \| |                          |                     |           |                     |
| Fecha | Estadio                  | Local               | Resultado | Visitante           |
| 18 de septiembre de 2014 | Estadio Olímpico Atatürk | Besiktas            | 1:1       | Asteras Tripolis FC |
| 18 de septiembre de 2014 | Estadio Partizan         | Partizan            | 0:0       | Tottenham Hotspur   |
| 2 de octubre de 2014 | White Hart Lane          | Tottenham Hotspur   | 1:1       | Besiktas            |
| 2 de octubre de 2014 | Theodoros Kolokotronis   | Asteras Tripolis FC | 2:0       | Partizan            |
| 23 de octubre de 2014 | White Hart Lane          | Tottenham Hotspur   | 5:1       | Asteras Tripolis FC |
| 23 de octubre de 2014 | Estadio Partizan         | Partizan            | 0:4       | Besiktas            |
| 6 de noviembre de 2014 | Theodoros Kolokotronis   | Asteras Tripolis FC | 1:2       | Tottenham Hotspur   |
| 6 de noviembre de 2014 | Estadio Olímpico Atatürk | Besiktas            | 2:1       | Partizan            |
| 27 de noviembre de 2014 | White Hart Lane          | Tottenham Hotspur   | 1:0       | Partizan            |
| 27 de noviembre de 2014 | Theodoros Kolokotronis   | Asteras Tripolis FC | 2:2       | Besiktas            |
| 11 de diciembre de 2014 | Estadio Partizan         | Partizan            | 0:0       | Asteras Tripolis FC |
| 11 de diciembre de 2014 | Estadio Olímpico Atatürk | Besiktas            | 1:0       | Tottenham Hotspur   |

### Grupo D
| Equipo            | Pts | PJ | PG | PE | PP | GF | GC | Dif |
| ----------------- | --- | -- | -- | -- | -- | -- | -- | --- |
| Red Bull Salzburg | 16  | 6  | 5  | 1  | 0  | 21 | 8  | +13 |
| Celtic            | 8   | 6  | 2  | 2  | 2  | 10 | 11 | -1  |
| Dinamo Zagreb     | 6   | 6  | 2  | 0  | 4  | 12 | 15 | -3  |
| Astra Giurgiu     | 4   | 6  | 1  | 1  | 4  | 6  | 15 | -9  |

| \| Fecha \| Estadio \| Local \| Resultado \| Visitante \| \| ------------------------ \| ------------------ \| ----------------- \| --------- \| ----------------- \| \| 18 de septiembre de 2014 \| Estadio Maksimir \| Dinamo Zagreb \| 5:1 \| Astra Giurgiu \| \| 18 de septiembre de 2014 \| Red Bull Arena \| Red Bull Salzburg \| 2:2 \| Celtic \| \| 2 de octubre de 2014 \| Celtic Park \| Celtic \| 1:0 \| Dinamo Zagreb \| \| 2 de octubre de 2014 \| Marin Anastasovici \| Astra Giurgiu \| 1:2 \| Red Bull Salzburg \| \| 23 de octubre de 2014 \| Celtic Park \| Celtic \| 2:1 \| Astra Giurgiu \| \| 23 de octubre de 2014 \| Red Bull Arena \| Red Bull Salzburg \| 4:2 \| Dinamo Zagreb \| \| 6 de noviembre de 2014 \| Marin Anastasovici \| Astra Giurgiu \| 1:1 \| Celtic \| \| 6 de noviembre de 2014 \| Estadio Maksimir \| Dinamo Zagreb \| 1:5 \| Red Bull Salzburg \| \| 27 de noviembre de 2014 \| Celtic Park \| Celtic \| 1:3 \| Red Bull Salzburg \| \| 27 de noviembre de 2014 \| Marin Anastasovici \| Astra Giurgiu \| 1:0 \| Dinamo Zagreb \| \| 11 de diciembre de 2014 \| Red Bull Arena \| Red Bull Salzburg \| 5:1 \| Astra Giurgiu \| \| 11 de diciembre de 2014 \| Estadio Maksimir \| Dinamo Zagreb \| 4:3 \| Celtic \| |                    |                   |           |                   |
| Fecha | Estadio            | Local             | Resultado | Visitante         |
| 18 de septiembre de 2014 | Estadio Maksimir   | Dinamo Zagreb     | 5:1       | Astra Giurgiu     |
| 18 de septiembre de 2014 | Red Bull Arena     | Red Bull Salzburg | 2:2       | Celtic            |
| 2 de octubre de 2014 | Celtic Park        | Celtic            | 1:0       | Dinamo Zagreb     |
| 2 de octubre de 2014 | Marin Anastasovici | Astra Giurgiu     | 1:2       | Red Bull Salzburg |
| 23 de octubre de 2014 | Celtic Park        | Celtic            | 2:1       | Astra Giurgiu     |
| 23 de octubre de 2014 | Red Bull Arena     | Red Bull Salzburg | 4:2       | Dinamo Zagreb     |
| 6 de noviembre de 2014 | Marin Anastasovici | Astra Giurgiu     | 1:1       | Celtic            |
| 6 de noviembre de 2014 | Estadio Maksimir   | Dinamo Zagreb     | 1:5       | Red Bull Salzburg |
| 27 de noviembre de 2014 | Celtic Park        | Celtic            | 1:3       | Red Bull Salzburg |
| 27 de noviembre de 2014 | Marin Anastasovici | Astra Giurgiu     | 1:0       | Dinamo Zagreb     |
| 11 de diciembre de 2014 | Red Bull Arena     | Red Bull Salzburg | 5:1       | Astra Giurgiu     |
| 11 de diciembre de 2014 | Estadio Maksimir   | Dinamo Zagreb     | 4:3       | Celtic            |

### Grupo E
| Equipo        | Pts | PJ | PG | PE | PP | GF | GC | Dif |
| ------------- | --- | -- | -- | -- | -- | -- | -- | --- |
| Dinamo Moscú  | 18  | 6  | 6  | 0  | 0  | 9  | 3  | +6  |
| PSV Eindhoven | 8   | 6  | 2  | 2  | 2  | 8  | 8  | 0   |
| Estoril       | 5   | 6  | 1  | 2  | 3  | 7  | 8  | -1  |
| Panathinaikos | 2   | 6  | 0  | 2  | 4  | 6  | 11 | -5  |

| \| Fecha \| Estadio \| Local \| Resultado \| Visitante \| \| ------------------------ \| ----------------------- \| ------------- \| --------- \| ------------- \| \| 18 de septiembre de 2014 \| Apostolos Nikolaidis \| Panathinaikos \| 1:2 \| Dinamo Moscú \| \| 18 de septiembre de 2014 \| Philips Stadion \| PSV Eindhoven \| 1:0 \| Estoril \| \| 2 de octubre de 2014 \| António Coimbra da Mota \| Estoril \| 2:0 \| Panathinaikos \| \| 2 de octubre de 2014 \| Arena Jimki \| Dinamo Moscú \| 1:0 \| PSV Eindhoven \| \| 23 de octubre de 2014 \| António Coimbra da Mota \| Estoril \| 1:2 \| Dinamo Moscú \| \| 23 de octubre de 2014 \| Philips Stadion \| PSV Eindhoven \| 1:1 \| Panathinaikos \| \| 6 de noviembre de 2014 \| Arena Jimki \| Dinamo Moscú \| 1:0 \| Estoril \| \| 6 de noviembre de 2014 \| Apostolos Nikolaidis \| Panathinaikos \| 2:3 \| PSV Eindhoven \| \| 27 de noviembre de 2014 \| António Coimbra da Mota \| Estoril \| 3:3[6] \| PSV Eindhoven \| \| 27 de noviembre de 2014 \| Arena Jimki \| Dinamo Moscú \| 2:1 \| Panathinaikos \| \| 11 de diciembre de 2014 \| Philips Stadion \| PSV Eindhoven \| 0:1 \| Dinamo Moscú \| \| 11 de diciembre de 2014 \| Apostolos Nikolaidis \| Panathinaikos \| 1:1 \| Estoril \| |                         |               |           |               |
| Fecha | Estadio                 | Local         | Resultado | Visitante     |
| 18 de septiembre de 2014 | Apostolos Nikolaidis    | Panathinaikos | 1:2       | Dinamo Moscú  |
| 18 de septiembre de 2014 | Philips Stadion         | PSV Eindhoven | 1:0       | Estoril       |
| 2 de octubre de 2014 | António Coimbra da Mota | Estoril       | 2:0       | Panathinaikos |
| 2 de octubre de 2014 | Arena Jimki             | Dinamo Moscú  | 1:0       | PSV Eindhoven |
| 23 de octubre de 2014 | António Coimbra da Mota | Estoril       | 1:2       | Dinamo Moscú  |
| 23 de octubre de 2014 | Philips Stadion         | PSV Eindhoven | 1:1       | Panathinaikos |
| 6 de noviembre de 2014 | Arena Jimki             | Dinamo Moscú  | 1:0       | Estoril       |
| 6 de noviembre de 2014 | Apostolos Nikolaidis    | Panathinaikos | 2:3       | PSV Eindhoven |
| 27 de noviembre de 2014 | António Coimbra da Mota | Estoril       | 3:3       | PSV Eindhoven |
| 27 de noviembre de 2014 | Arena Jimki             | Dinamo Moscú  | 2:1       | Panathinaikos |
| 11 de diciembre de 2014 | Philips Stadion         | PSV Eindhoven | 0:1       | Dinamo Moscú  |
| 11 de diciembre de 2014 | Apostolos Nikolaidis    | Panathinaikos | 1:1       | Estoril       |

### Grupo F
| Equipo                | Pts | PJ | PG | PE | PP | GF | GC | Dif |
| --------------------- | --- | -- | -- | -- | -- | -- | -- | --- |
| Internazionale        | 12  | 6  | 3  | 3  | 0  | 6  | 2  | +4  |
| Dnipro Dnipropetrovsk | 7   | 6  | 2  | 1  | 3  | 4  | 5  | -1  |
| Qarabağ Agdam         | 6   | 6  | 1  | 3  | 2  | 3  | 5  | -2  |
| Saint-Étienne         | 5   | 6  | 0  | 5  | 1  | 2  | 3  | -1  |

| \| Fecha \| Estadio \| Local \| Resultado \| Visitante \| \| ------------------------ \| ----------------- \| --------------------- \| --------- \| --------------------- \| \| 18 de septiembre de 2014 \| Tofiq Bəhramov \| Qarabağ Agdam \| 0:0 \| Saint-Étienne \| \| 18 de septiembre de 2014 \| Olímpico de Kiev \| Dnipro Dnipropetrovsk \| 0:1 \| Inter de Milán \| \| 2 de octubre de 2014 \| Geoffroy-Guichard \| Saint-Étienne \| 0:0 \| Dnipro Dnipropetrovsk \| \| 2 de octubre de 2014 \| Giuseppe Meazza \| Inter de Milán \| 2:0 \| Qarabağ Agdam \| \| 23 de octubre de 2014 \| Giuseppe Meazza \| Inter de Milán \| 0:0 \| Saint-Étienne \| \| 23 de octubre de 2014 \| Olímpico de Kiev \| Dnipro Dnipropetrovsk \| 0:1 \| Qarabağ Agdam \| \| 6 de noviembre de 2014 \| Geoffroy-Guichard \| Saint-Étienne \| 1:1 \| Inter de Milán \| \| 6 de noviembre de 2014 \| Tofiq Bəhramov \| Qarabağ Agdam \| 1:2 \| Dnipro Dnipropetrovsk \| \| 27 de noviembre de 2014 \| Giuseppe Meazza \| Inter de Milán \| 2:1 \| Dnipro Dnipropetrovsk \| \| 27 de noviembre de 2014 \| Geoffroy-Guichard \| Saint-Étienne \| 1:1 \| Qarabağ Agdam \| \| 11 de diciembre de 2014 \| Olímpico de Kiev \| Dnipro Dnipropetrovsk \| 1:0 \| Saint-Étienne \| \| 11 de diciembre de 2014 \| Tofiq Bəhramov \| Qarabağ Agdam \| 0:0 \| Inter de Milán \| |                   |                       |           |                       |
| Fecha | Estadio           | Local                 | Resultado | Visitante             |
| 18 de septiembre de 2014 | Tofiq Bəhramov    | Qarabağ Agdam         | 0:0       | Saint-Étienne         |
| 18 de septiembre de 2014 | Olímpico de Kiev  | Dnipro Dnipropetrovsk | 0:1       | Inter de Milán        |
| 2 de octubre de 2014 | Geoffroy-Guichard | Saint-Étienne         | 0:0       | Dnipro Dnipropetrovsk |
| 2 de octubre de 2014 | Giuseppe Meazza   | Inter de Milán        | 2:0       | Qarabağ Agdam         |
| 23 de octubre de 2014 | Giuseppe Meazza   | Inter de Milán        | 0:0       | Saint-Étienne         |
| 23 de octubre de 2014 | Olímpico de Kiev  | Dnipro Dnipropetrovsk | 0:1       | Qarabağ Agdam         |
| 6 de noviembre de 2014 | Geoffroy-Guichard | Saint-Étienne         | 1:1       | Inter de Milán        |
| 6 de noviembre de 2014 | Tofiq Bəhramov    | Qarabağ Agdam         | 1:2       | Dnipro Dnipropetrovsk |
| 27 de noviembre de 2014 | Giuseppe Meazza   | Inter de Milán        | 2:1       | Dnipro Dnipropetrovsk |
| 27 de noviembre de 2014 | Geoffroy-Guichard | Saint-Étienne         | 1:1       | Qarabağ Agdam         |
| 11 de diciembre de 2014 | Olímpico de Kiev  | Dnipro Dnipropetrovsk | 1:0       | Saint-Étienne         |
| 11 de diciembre de 2014 | Tofiq Bəhramov    | Qarabağ Agdam         | 0:0       | Inter de Milán        |

### Grupo G
| Equipo         | Pts | PJ | PG | PE | PP | GF | GC | Dif |
| -------------- | --- | -- | -- | -- | -- | -- | -- | --- |
| Feyenoord      | 12  | 6  | 4  | 0  | 2  | 10 | 6  | +4  |
| Sevilla        | 11  | 6  | 3  | 2  | 1  | 8  | 5  | +3  |
| Rijeka         | 7   | 6  | 2  | 1  | 3  | 7  | 8  | -1  |
| Standard Lieja | 4   | 6  | 1  | 1  | 4  | 4  | 10 | -6  |

| \| Fecha \| Estadio \| Local \| Resultado \| Visitante \| \| ------------------------ \| --------------------- \| -------------- \| --------- \| -------------- \| \| 18 de septiembre de 2014 \| Ramón Sánchez-Pizjuán \| Sevilla \| 2:0 \| Feyenoord \| \| 18 de septiembre de 2014 \| Maurice Dufrasne \| Standard Lieja \| 2:0 \| HNK Rijeka \| \| 2 de octubre de 2014 \| Stadion Feyenoord \| Feyenoord \| 2:1 \| Standard Lieja \| \| 2 de octubre de 2014 \| Stadion Kantrida \| HNK Rijeka \| 2:2 \| Sevilla \| \| 23 de octubre de 2014 \| Stadion Kantrida \| HNK Rijeka \| 3:1 \| Feyenoord \| \| 23 de octubre de 2014 \| Maurice Dufrasne \| Standard Lieja \| 0:0 \| Sevilla \| \| 6 de noviembre de 2014 \| Stadion Feyenoord \| Feyenoord \| 2:0 \| HNK Rijeka \| \| 6 de noviembre de 2014 \| Ramón Sánchez-Pizjuán \| Sevilla \| 3:1 \| Standard Lieja \| \| 27 de noviembre de 2014 \| Stadion Kantrida \| HNK Rijeka \| 2:0 \| Standard Lieja \| \| 27 de noviembre de 2014 \| Stadion Feyenoord \| Feyenoord \| 2:0 \| Sevilla \| \| 11 de diciembre de 2014 \| Maurice Dufrasne \| Standard Lieja \| 0:3 \| Feyenoord \| \| 11 de diciembre de 2014 \| Ramón Sánchez-Pizjuán \| Sevilla \| 1:0 \| HNK Rijeka \| |                       |                |           |                |
| Fecha | Estadio               | Local          | Resultado | Visitante      |
| 18 de septiembre de 2014 | Ramón Sánchez-Pizjuán | Sevilla        | 2:0       | Feyenoord      |
| 18 de septiembre de 2014 | Maurice Dufrasne      | Standard Lieja | 2:0       | HNK Rijeka     |
| 2 de octubre de 2014 | Stadion Feyenoord     | Feyenoord      | 2:1       | Standard Lieja |
| 2 de octubre de 2014 | Stadion Kantrida      | HNK Rijeka     | 2:2       | Sevilla        |
| 23 de octubre de 2014 | Stadion Kantrida      | HNK Rijeka     | 3:1       | Feyenoord      |
| 23 de octubre de 2014 | Maurice Dufrasne      | Standard Lieja | 0:0       | Sevilla        |
| 6 de noviembre de 2014 | Stadion Feyenoord     | Feyenoord      | 2:0       | HNK Rijeka     |
| 6 de noviembre de 2014 | Ramón Sánchez-Pizjuán | Sevilla        | 3:1       | Standard Lieja |
| 27 de noviembre de 2014 | Stadion Kantrida      | HNK Rijeka     | 2:0       | Standard Lieja |
| 27 de noviembre de 2014 | Stadion Feyenoord     | Feyenoord      | 2:0       | Sevilla        |
| 11 de diciembre de 2014 | Maurice Dufrasne      | Standard Lieja | 0:3       | Feyenoord      |
| 11 de diciembre de 2014 | Ramón Sánchez-Pizjuán | Sevilla        | 1:0       | HNK Rijeka     |

### Grupo H
| Equipo     | Pts | PJ | PG | PE | PP | GF | GC | Dif |
| ---------- | --- | -- | -- | -- | -- | -- | -- | --- |
| Everton    | 11  | 6  | 3  | 2  | 1  | 10 | 3  | +7  |
| Wolfsburgo | 10  | 6  | 3  | 1  | 2  | 14 | 10 | +4  |
| Krasnodar  | 6   | 6  | 1  | 3  | 2  | 7  | 12 | -5  |
| Lille      | 4   | 6  | 0  | 4  | 2  | 3  | 9  | -6  |

| \| Fecha \| Estadio \| Local \| Resultado \| Visitante \| \| ------------------------ \| --------------------------- \| -------------- \| --------- \| -------------- \| \| 18 de septiembre de 2014 \| Goodison Park \| Everton \| 4:1 \| VfL Wolfsburgo \| \| 18 de septiembre de 2014 \| Grand Stade Lille Métropole \| Lille \| 1:1 \| FC Krasnodar \| \| 2 de octubre de 2014 \| Volkswagen-Arena \| VfL Wolfsburgo \| 1:1 \| Lille \| \| 2 de octubre de 2014 \| Estadio Kuban \| FC Krasnodar \| 1:1 \| Everton \| \| 23 de octubre de 2014 \| Estadio Kuban \| FC Krasnodar \| 2:4 \| VfL Wolfsburgo \| \| 23 de octubre de 2014 \| Grand Stade Lille Métropole \| Lille \| 0:0 \| Everton \| \| 6 de noviembre de 2014 \| Volkswagen-Arena \| VfL Wolfsburgo \| 5:1 \| FC Krasnodar \| \| 6 de noviembre de 2014 \| Goodison Park \| Everton \| 3:0 \| Lille \| \| 27 de noviembre de 2014 \| Estadio Kuban \| FC Krasnodar \| 1:1 \| Lille \| \| 27 de noviembre de 2014 \| Volkswagen-Arena \| VfL Wolfsburgo \| 0:2 \| Everton \| \| 11 de diciembre de 2014 \| Grand Stade Lille Métropole \| Lille \| 0:3 \| VfL Wolfsburgo \| \| 11 de diciembre de 2014 \| Goodison Park \| Everton \| 0:1 \| FC Krasnodar \| |                             |                |           |                |
| Fecha | Estadio                     | Local          | Resultado | Visitante      |
| 18 de septiembre de 2014 | Goodison Park               | Everton        | 4:1       | VfL Wolfsburgo |
| 18 de septiembre de 2014 | Grand Stade Lille Métropole | Lille          | 1:1       | FC Krasnodar   |
| 2 de octubre de 2014 | Volkswagen-Arena            | VfL Wolfsburgo | 1:1       | Lille          |
| 2 de octubre de 2014 | Estadio Kuban               | FC Krasnodar   | 1:1       | Everton        |
| 23 de octubre de 2014 | Estadio Kuban               | FC Krasnodar   | 2:4       | VfL Wolfsburgo |
| 23 de octubre de 2014 | Grand Stade Lille Métropole | Lille          | 0:0       | Everton        |
| 6 de noviembre de 2014 | Volkswagen-Arena            | VfL Wolfsburgo | 5:1       | FC Krasnodar   |
| 6 de noviembre de 2014 | Goodison Park               | Everton        | 3:0       | Lille          |
| 27 de noviembre de 2014 | Estadio Kuban               | FC Krasnodar   | 1:1       | Lille          |
| 27 de noviembre de 2014 | Volkswagen-Arena            | VfL Wolfsburgo | 0:2       | Everton        |
| 11 de diciembre de 2014 | Grand Stade Lille Métropole | Lille          | 0:3       | VfL Wolfsburgo |
| 11 de diciembre de 2014 | Goodison Park               | Everton        | 0:1       | FC Krasnodar   |

### Grupo I
| Equipo            | Pts | PJ | PG | PE | PP | GF | GC | Dif |
| ----------------- | --- | -- | -- | -- | -- | -- | -- | --- |
| Napoli            | 13  | 6  | 4  | 1  | 1  | 11 | 3  | +8  |
| Young Boys        | 12  | 6  | 4  | 0  | 2  | 13 | 7  | +6  |
| Sparta Praga      | 10  | 6  | 3  | 1  | 2  | 11 | 6  | +5  |
| Slovan Bratislava | 0   | 6  | 0  | 0  | 6  | 1  | 20 | -19 |

| \| Fecha \| Estadio \| Local \| Resultado \| Visitante \| \| ------------------------ \| ---------------- \| ----------------- \| --------- \| ----------------- \| \| 18 de septiembre de 2014 \| San Paolo \| Napoli \| 3:1 \| Sparta Praga \| \| 18 de septiembre de 2014 \| Stade de Suisse \| Young Boys \| 5:0 \| Slovan Bratislava \| \| 2 de octubre de 2014 \| Generali Arena \| Sparta Praga \| 3:1 \| Young Boys \| \| 2 de octubre de 2014 \| Štadión Pasienky \| Slovan Bratislava \| 0:2 \| Napoli \| \| 23 de octubre de 2014 \| Štadión Pasienky \| Slovan Bratislava \| 0:3 \| Sparta Praga \| \| 23 de octubre de 2014 \| Stade de Suisse \| Young Boys \| 2:0 \| Napoli \| \| 6 de noviembre de 2014 \| Generali Arena \| Sparta Praga \| 4:0 \| Slovan Bratislava \| \| 6 de noviembre de 2014 \| San Paolo \| Napoli \| 3:0 \| Young Boys \| \| 27 de noviembre de 2014 \| Štadión Pasienky \| Slovan Bratislava \| 1:3 \| Young Boys \| \| 27 de noviembre de 2014 \| Generali Arena \| Sparta Praga \| 0:0 \| Napoli \| \| 11 de diciembre de 2014 \| Stade de Suisse \| Young Boys \| 2:0 \| Sparta Praga \| \| 11 de diciembre de 2014 \| San Paolo \| Napoli \| 3:0 \| Slovan Bratislava \| |                  |                   |           |                   |
| Fecha | Estadio          | Local             | Resultado | Visitante         |
| 18 de septiembre de 2014 | San Paolo        | Napoli            | 3:1       | Sparta Praga      |
| 18 de septiembre de 2014 | Stade de Suisse  | Young Boys        | 5:0       | Slovan Bratislava |
| 2 de octubre de 2014 | Generali Arena   | Sparta Praga      | 3:1       | Young Boys        |
| 2 de octubre de 2014 | Štadión Pasienky | Slovan Bratislava | 0:2       | Napoli            |
| 23 de octubre de 2014 | Štadión Pasienky | Slovan Bratislava | 0:3       | Sparta Praga      |
| 23 de octubre de 2014 | Stade de Suisse  | Young Boys        | 2:0       | Napoli            |
| 6 de noviembre de 2014 | Generali Arena   | Sparta Praga      | 4:0       | Slovan Bratislava |
| 6 de noviembre de 2014 | San Paolo        | Napoli            | 3:0       | Young Boys        |
| 27 de noviembre de 2014 | Štadión Pasienky | Slovan Bratislava | 1:3       | Young Boys        |
| 27 de noviembre de 2014 | Generali Arena   | Sparta Praga      | 0:0       | Napoli            |
| 11 de diciembre de 2014 | Stade de Suisse  | Young Boys        | 2:0       | Sparta Praga      |
| 11 de diciembre de 2014 | San Paolo        | Napoli            | 3:0       | Slovan Bratislava |

### Grupo J
| Equipo             | Pts | PJ | PG | PE | PP | GF | GC | Dif |
| ------------------ | --- | -- | -- | -- | -- | -- | -- | --- |
| Dinamo Kiev        | 15  | 6  | 5  | 0  | 1  | 12 | 4  | +8  |
| Aalborg            | 9   | 6  | 3  | 0  | 3  | 5  | 10 | -5  |
| Steaua de Bucarest | 7   | 6  | 2  | 1  | 3  | 11 | 9  | +2  |
| Rio Ave            | 4   | 6  | 1  | 1  | 4  | 5  | 10 | -5  |

| \| Fecha \| Estadio \| Local \| Resultado \| Visitante \| \| ------------------------ \| ---------------- \| ------------------ \| --------- \| ------------------ \| \| 18 de septiembre de 2014 \| Vila do Conde \| Rio Ave \| 0:3 \| FC Dinamo Kiev \| \| 18 de septiembre de 2014 \| Arena Națională \| Steaua de Bucarest \| 6:0 \| Aalborg BK \| \| 2 de octubre de 2014 \| Olímpico de Kiev \| FC Dinamo Kiev \| 3:1 \| Steaua de Bucarest \| \| 2 de octubre de 2014 \| Aalborg Stadion \| Aalborg BK \| 1:0 \| Rio Ave \| \| 23 de octubre de 2014 \| Aalborg Stadion \| Aalborg BK \| 3:0 \| FC Dinamo Kiev \| \| 23 de octubre de 2014 \| Arena Națională \| Steaua de Bucarest \| 2:1 \| Rio Ave \| \| 6 de noviembre de 2014 \| Olímpico de Kiev \| FC Dinamo Kiev \| 2:0 \| Aalborg BK \| \| 6 de noviembre de 2014 \| Vila do Conde \| Rio Ave \| 2:2 \| Steaua de Bucarest \| \| 27 de noviembre de 2014 \| Aalborg Stadion \| Aalborg BK \| 1:0 \| Steaua de Bucarest \| \| 27 de noviembre de 2014 \| Olímpico de Kiev \| FC Dinamo Kiev \| 2:0 \| Rio Ave \| \| 11 de diciembre de 2014 \| Arena Națională \| Steaua de Bucarest \| 0:2 \| FC Dinamo Kiev \| \| 11 de diciembre de 2014 \| Vila do Conde \| Rio Ave \| 2:0 \| Aalborg BK \| |                  |                    |           |                    |
| Fecha | Estadio          | Local              | Resultado | Visitante          |
| 18 de septiembre de 2014 | Vila do Conde    | Rio Ave            | 0:3       | FC Dinamo Kiev     |
| 18 de septiembre de 2014 | Arena Națională  | Steaua de Bucarest | 6:0       | Aalborg BK         |
| 2 de octubre de 2014 | Olímpico de Kiev | FC Dinamo Kiev     | 3:1       | Steaua de Bucarest |
| 2 de octubre de 2014 | Aalborg Stadion  | Aalborg BK         | 1:0       | Rio Ave            |
| 23 de octubre de 2014 | Aalborg Stadion  | Aalborg BK         | 3:0       | FC Dinamo Kiev     |
| 23 de octubre de 2014 | Arena Națională  | Steaua de Bucarest | 2:1       | Rio Ave            |
| 6 de noviembre de 2014 | Olímpico de Kiev | FC Dinamo Kiev     | 2:0       | Aalborg BK         |
| 6 de noviembre de 2014 | Vila do Conde    | Rio Ave            | 2:2       | Steaua de Bucarest |
| 27 de noviembre de 2014 | Aalborg Stadion  | Aalborg BK         | 1:0       | Steaua de Bucarest |
| 27 de noviembre de 2014 | Olímpico de Kiev | FC Dinamo Kiev     | 2:0       | Rio Ave            |
| 11 de diciembre de 2014 | Arena Națională  | Steaua de Bucarest | 0:2       | FC Dinamo Kiev     |
| 11 de diciembre de 2014 | Vila do Conde    | Rio Ave            | 2:0       | Aalborg BK         |

### Grupo K
| Equipo        | Pts | PJ | PG | PE | PP | GF | GC | Dif |
| ------------- | --- | -- | -- | -- | -- | -- | -- | --- |
| Fiorentina    | 13  | 6  | 4  | 1  | 1  | 11 | 4  | +7  |
| Guingamp      | 10  | 6  | 3  | 1  | 2  | 7  | 6  | +1  |
| PAOK Salónica | 7   | 6  | 2  | 1  | 3  | 10 | 7  | +3  |
| Dinamo Minsk  | 4   | 6  | 1  | 1  | 4  | 3  | 14 | -11 |

| \| Fecha \| Estadio \| Local \| Resultado \| Visitante \| \| ------------------------ \| ------------------ \| ------------- \| --------- \| ------------- \| \| 18 de septiembre de 2014 \| Artemio Franchi \| Fiorentina \| 3:0 \| Guingamp \| \| 18 de septiembre de 2014 \| La Tumba \| PAOK Salónica \| 6:1 \| Dinamo Minsk \| \| 2 de octubre de 2014 \| Stade du Roudourou \| Guingamp \| 2:0 \| PAOK Salónica \| \| 2 de octubre de 2014 \| Borisov Arena \| Dinamo Minsk \| 0:3 \| Fiorentina \| \| 23 de octubre de 2014 \| Borisov Arena \| Dinamo Minsk \| 0:0 \| Guingamp \| \| 23 de octubre de 2014 \| La Tumba \| PAOK Salónica \| 0:1 \| Fiorentina \| \| 6 de noviembre de 2014 \| Stade du Roudourou \| Guingamp \| 2:0 \| Dinamo Minsk \| \| 6 de noviembre de 2014 \| Artemio Franchi \| Fiorentina \| 1:1 \| PAOK Salónica \| \| 27 de noviembre de 2014 \| Borisov Arena \| Dinamo Minsk \| 0:2 \| PAOK Salónica \| \| 27 de noviembre de 2014 \| Stade du Roudourou \| Guingamp \| 1:2 \| Fiorentina \| \| 11 de diciembre de 2014 \| La Tumba \| PAOK Salónica \| 1:2 \| Guingamp \| \| 11 de diciembre de 2014 \| Artemio Franchi \| Fiorentina \| 1:2 \| Dinamo Minsk \| |                    |               |           |               |
| Fecha | Estadio            | Local         | Resultado | Visitante     |
| 18 de septiembre de 2014 | Artemio Franchi    | Fiorentina    | 3:0       | Guingamp      |
| 18 de septiembre de 2014 | La Tumba           | PAOK Salónica | 6:1       | Dinamo Minsk  |
| 2 de octubre de 2014 | Stade du Roudourou | Guingamp      | 2:0       | PAOK Salónica |
| 2 de octubre de 2014 | Borisov Arena      | Dinamo Minsk  | 0:3       | Fiorentina    |
| 23 de octubre de 2014 | Borisov Arena      | Dinamo Minsk  | 0:0       | Guingamp      |
| 23 de octubre de 2014 | La Tumba           | PAOK Salónica | 0:1       | Fiorentina    |
| 6 de noviembre de 2014 | Stade du Roudourou | Guingamp      | 2:0       | Dinamo Minsk  |
| 6 de noviembre de 2014 | Artemio Franchi    | Fiorentina    | 1:1       | PAOK Salónica |
| 27 de noviembre de 2014 | Borisov Arena      | Dinamo Minsk  | 0:2       | PAOK Salónica |
| 27 de noviembre de 2014 | Stade du Roudourou | Guingamp      | 1:2       | Fiorentina    |
| 11 de diciembre de 2014 | La Tumba           | PAOK Salónica | 1:2       | Guingamp      |
| 11 de diciembre de 2014 | Artemio Franchi    | Fiorentina    | 1:2       | Dinamo Minsk  |

### Grupo L
| Equipo            | Pts | PJ | PG | PE | PP | GF | GC | Dif |
| ----------------- | --- | -- | -- | -- | -- | -- | -- | --- |
| Legia de Varsovia | 15  | 6  | 5  | 0  | 1  | 7  | 2  | +5  |
| Trabzonspor       | 10  | 6  | 3  | 1  | 2  | 8  | 6  | +2  |
| Lokeren           | 10  | 6  | 3  | 1  | 2  | 4  | 4  | 0   |
| Metalist Járkov   | 0   | 6  | 0  | 0  | 6  | 3  | 10 | -7  |

| \| Fecha \| Estadio \| Local \| Resultado \| Visitante \| \| ------------------------ \| ------------------------------- \| ----------------- \| --------- \| ----------------- \| \| 18 de septiembre de 2014 \| Estadio del Ejército Polaco \| Legia de Varsovia \| 1:0 \| Lokeren \| \| 18 de septiembre de 2014 \| Arena Lviv \| Metalist Járkov \| 1:2 \| Trabzonspor \| \| 2 de octubre de 2014 \| Daknamstadion \| Lokeren \| 1:0 \| Metalist Járkov \| \| 2 de octubre de 2014 \| Hüseyin Avni Aker \| Trabzonspor \| 0:1 \| Legia de Varsovia \| \| 22 de octubre de 2014 \| Estadio Lobanovsky Dynamo, Kiev \| Metalist Járkov \| 0:1 \| Legia de Varsovia \| \| 23 de octubre de 2014 \| Hüseyin Avni Aker \| Trabzonspor \| 2:0 \| Lokeren \| \| 6 de noviembre de 2014 \| Daknamstadion \| Lokeren \| 1:1 \| Trabzonspor \| \| 6 de noviembre de 2014 \| Estadio del Ejército Polaco \| Legia de Varsovia \| 2:1 \| Metalist Járkov \| \| 27 de noviembre de 2014 \| Hüseyin Avni Aker \| Trabzonspor \| 3:1 \| Metalist Járkov \| \| 27 de noviembre de 2014 \| Daknamstadion \| Lokeren \| 1:0 \| Legia de Varsovia \| \| 11 de diciembre de 2014 \| Arena Lviv \| Metalist Járkov \| 0:1 \| Lokeren \| \| 11 de diciembre de 2014 \| Estadio del Ejército Polaco \| Legia de Varsovia \| 2:0 \| Trabzonspor \| |                                 |                   |           |                   |
| Fecha | Estadio                         | Local             | Resultado | Visitante         |
| 18 de septiembre de 2014 | Estadio del Ejército Polaco     | Legia de Varsovia | 1:0       | Lokeren           |
| 18 de septiembre de 2014 | Arena Lviv                      | Metalist Járkov   | 1:2       | Trabzonspor       |
| 2 de octubre de 2014 | Daknamstadion                   | Lokeren           | 1:0       | Metalist Járkov   |
| 2 de octubre de 2014 | Hüseyin Avni Aker               | Trabzonspor       | 0:1       | Legia de Varsovia |
| 22 de octubre de 2014 | Estadio Lobanovsky Dynamo, Kiev | Metalist Járkov   | 0:1       | Legia de Varsovia |
| 23 de octubre de 2014 | Hüseyin Avni Aker               | Trabzonspor       | 2:0       | Lokeren           |
| 6 de noviembre de 2014 | Daknamstadion                   | Lokeren           | 1:1       | Trabzonspor       |
| 6 de noviembre de 2014 | Estadio del Ejército Polaco     | Legia de Varsovia | 2:1       | Metalist Járkov   |
| 27 de noviembre de 2014 | Hüseyin Avni Aker               | Trabzonspor       | 3:1       | Metalist Járkov   |
| 27 de noviembre de 2014 | Daknamstadion                   | Lokeren           | 1:0       | Legia de Varsovia |
| 11 de diciembre de 2014 | Arena Lviv                      | Metalist Járkov   | 0:1       | Lokeren           |
| 11 de diciembre de 2014 | Estadio del Ejército Polaco     | Legia de Varsovia | 2:0       | Trabzonspor       |

## Segunda fase
La fase final de la competición se disputa en eliminatorias a doble partido, salvo la final, jugada a partido único. En estos encuentros rige la regla del gol de visitante, que determina que el equipo que haya marcado más goles como visitante gana la eliminatoria si hay empate en la diferencia de goles. En caso de estar la eliminatoria empatada tras los 180 minutos de ambos partidos se disputará una prórroga de 30 minutos, y si esta termina sin goles la eliminatoria se decidirá en una tanda de penales.

### Equipos clasificados
| Simbología                    |
| ----------------------------- |
| 1er bombo (cabezas de series) |
| 2° bombo                      |

Primeros y segundos lugares de la fase de grupos de la Liga Europa de la UEFA
| Grupo | 1°lugar                  | 2°lugar               |
| ----- | ------------------------ | --------------------- |
| A     | Borussia Mönchengladbach | Villarreal            |
| B     | Brujas                   | Torino                |
| C     | Beşiktaş                 | Tottenham Hotspur     |
| D     | Red Bull Salzburg        | Celtic                |
| E     | Dinamo Moskva            | PSV Eindhoven         |
| F     | Inter                    | Dnipro Dnipropetrovsk |
| G     | Feyenoord                | Sevilla               |
| H     | Everton                  | Wolfsburgo            |
| I     | Napoli                   | Young Boys            |
| J     | Dinamo Kiev              | Aalborg               |
| K     | Fiorentina               | Guingamp              |
| L     | Legia de Varsovia        | Trabzonspor           |

Mejores terceros lugares de la fase de grupos de la Liga de Campeones de la UEFA
| Equipo                | Pts | PJ | PG | PE | PP | GF | GC | Dif | Grupo |
| --------------------- | --- | -- | -- | -- | -- | -- | -- | --- | ----- |
| Olympiacos            | 9   | 6  | 3  | 0  | 3  | 10 | 13 | -3  | A     |
| Sporting de Lisboa    | 7   | 6  | 2  | 1  | 3  | 12 | 12 | 0   | G     |
| Athletic Club         | 7   | 6  | 2  | 1  | 3  | 5  | 6  | -1  | H     |
| Zenit San Petersburgo | 7   | 6  | 2  | 1  | 3  | 4  | 6  | -2  | C     |
| Anderlecht            | 6   | 6  | 1  | 3  | 2  | 8  | 10 | -2  | D     |
| Ajax                  | 5   | 6  | 1  | 2  | 3  | 8  | 10 | -2  | F     |
| Liverpool             | 5   | 6  | 1  | 2  | 3  | 5  | 9  | -4  | B     |
| Roma                  | 5   | 6  | 1  | 2  | 3  | 8  | 14 | -6  | E     |

## Fase final
|  | Dieciseisavos de final                                     | Dieciseisavos de final                                     | Dieciseisavos de final                                     | Dieciseisavos de final                                     |   |                     | Octavos de final                                       | Octavos de final                                       | Octavos de final                                       | Octavos de final                                       |  |                | Cuartos de final                                       | Cuartos de final                                       | Cuartos de final                                       | Cuartos de final                                       |  |         | Semifinales                                         | Semifinales                                         | Semifinales                                         | Semifinales                                         |  |                       | Final                                         | Final                                         |  |
|  | 19 de febrero de 2015 (ida) 26 de febrero de 2015 (vuelta) | 19 de febrero de 2015 (ida) 26 de febrero de 2015 (vuelta) | 19 de febrero de 2015 (ida) 26 de febrero de 2015 (vuelta) | 19 de febrero de 2015 (ida) 26 de febrero de 2015 (vuelta) |   |                     | 12 de marzo de 2015 (ida) 19 de marzo de 2015 (vuelta) | 12 de marzo de 2015 (ida) 19 de marzo de 2015 (vuelta) | 12 de marzo de 2015 (ida) 19 de marzo de 2015 (vuelta) | 12 de marzo de 2015 (ida) 19 de marzo de 2015 (vuelta) |  |                | 16 de abril de 2015 (ida) 23 de abril de 2015 (vuelta) | 16 de abril de 2015 (ida) 23 de abril de 2015 (vuelta) | 16 de abril de 2015 (ida) 23 de abril de 2015 (vuelta) | 16 de abril de 2015 (ida) 23 de abril de 2015 (vuelta) |  |         | 7 de mayo de 2015 (ida) 14 de mayo de 2015 (vuelta) | 7 de mayo de 2015 (ida) 14 de mayo de 2015 (vuelta) | 7 de mayo de 2015 (ida) 14 de mayo de 2015 (vuelta) | 7 de mayo de 2015 (ida) 14 de mayo de 2015 (vuelta) |  |                       | 27 de mayo de 2015 Estadio Nacional, Varsovia | 27 de mayo de 2015 Estadio Nacional, Varsovia |  |
|  |                                                            |                                                            |                                                            |                                                            |   |                     |                                                        |                                                        |                                                        |                                                        |  |                |                                                        |                                                        |                                                        |                                                        |  |         |                                                     |                                                     |                                                     |                                                     |  |                       |                                               |                                               |  |
|  |                                                            |                                                            |                                                            |                                                            |   |                     |                                                        |                                                        |                                                        |                                                        |  |                |                                                        |                                                        |                                                        |                                                        |  |         |                                                     |                                                     |                                                     |                                                     |  |                       |                                               |                                               |  |
|  | Wolfsburgo                                                 | 2                                                          | 0                                                          | 2                                                          |   |                     |                                                        |                                                        |                                                        |                                                        |  |                |                                                        |                                                        |                                                        |                                                        |  |         |                                                     |                                                     |                                                     |                                                     |  |                       |                                               |                                               |  |
|  | Wolfsburgo                                                 | 2                                                          | 0                                                          | 2                                                          |   |                     |                                                        |                                                        |                                                        |                                                        |  |                |                                                        |                                                        |                                                        |                                                        |  |         |                                                     |                                                     |                                                     |                                                     |  |                       |                                               |                                               |  |
|  | Sporting de Lisboa                                         | 0                                                          | 0                                                          | 0                                                          |   |                     |                                                        |                                                        |                                                        |                                                        |  |                |                                                        |                                                        |                                                        |                                                        |  |         |                                                     |                                                     |                                                     |                                                     |  |                       |                                               |                                               |  |
|  | Sporting de Lisboa                                         | 0                                                          | 0                                                          | 0                                                          |   | Wolfsburgo          | 3                                                      | 2                                                      | 5                                                      |                                                        |  |                |                                                        |                                                        |                                                        |                                                        |  |         |                                                     |                                                     |                                                     |                                                     |  |                       |                                               |                                               |  |
|  |                                                            |                                                            |                                                            |                                                            |   | Wolfsburgo          | 3                                                      | 2                                                      | 5                                                      |                                                        |  |                |                                                        |                                                        |                                                        |                                                        |  |         |                                                     |                                                     |                                                     |                                                     |  |                       |                                               |                                               |  |
|  |                                                            |                                                            | Inter de Milán                                             | 1                                                          | 1 | 2                   |                                                        |                                                        |                                                        |                                                        |  |                |                                                        |                                                        |                                                        |                                                        |  |         |                                                     |                                                     |                                                     |                                                     |  |                       |                                               |                                               |  |
|  | Celtic                                                     | 3                                                          | Inter de Milán                                             | 1                                                          | 1 | 2                   | 0                                                      | 3                                                      |                                                        |                                                        |  |                |                                                        |                                                        |                                                        |                                                        |  |         |                                                     |                                                     |                                                     |                                                     |  |                       |                                               |                                               |  |
|  | Celtic                                                     | 3                                                          |                                                            |                                                            |   |                     |                                                        |                                                        |                                                        |                                                        |  |                |                                                        |                                                        |                                                        |                                                        |  |         |                                                     |                                                     |                                                     |                                                     |  |                       |                                               |                                               |  |
|  | Inter de Milán                                             | 3                                                          | 1                                                          | 4                                                          |   |                     |                                                        |                                                        |                                                        |                                                        |  |                |                                                        |                                                        |                                                        |                                                        |  |         |                                                     |                                                     |                                                     |                                                     |  |                       |                                               |                                               |  |
|  | Inter de Milán                                             | 3                                                          | 1                                                          | 4                                                          |   |                     |                                                        |                                                        |                                                        |                                                        |  | Wolfsburgo     | 1                                                      | 2                                                      | 3                                                      |                                                        |  |         |                                                     |                                                     |                                                     |                                                     |  |                       |                                               |                                               |  |
|  |                                                            |                                                            |                                                            |                                                            |   |                     |                                                        |                                                        |                                                        |                                                        |  | Wolfsburgo     | 1                                                      | 2                                                      | 3                                                      |                                                        |  |         |                                                     |                                                     |                                                     |                                                     |  |                       |                                               |                                               |  |
|  |                                                            |                                                            | Napoli                                                     | 4                                                          | 2 | 6                   |                                                        |                                                        |                                                        |                                                        |  |                |                                                        |                                                        |                                                        |                                                        |  |         |                                                     |                                                     |                                                     |                                                     |  |                       |                                               |                                               |  |
|  | Trabzonspor                                                | 0                                                          | Napoli                                                     | 4                                                          | 2 | 6                   | 0                                                      | 0                                                      |                                                        |                                                        |  |                |                                                        |                                                        |                                                        |                                                        |  |         |                                                     |                                                     |                                                     |                                                     |  |                       |                                               |                                               |  |
|  | Trabzonspor                                                | 0                                                          |                                                            |                                                            |   |                     |                                                        |                                                        |                                                        |                                                        |  |                |                                                        |                                                        |                                                        |                                                        |  |         |                                                     |                                                     |                                                     |                                                     |  |                       |                                               |                                               |  |
|  | Napoli                                                     | 4                                                          | 1                                                          | 5                                                          |   |                     |                                                        |                                                        |                                                        |                                                        |  |                |                                                        |                                                        |                                                        |                                                        |  |         |                                                     |                                                     |                                                     |                                                     |  |                       |                                               |                                               |  |
|  | Napoli                                                     | 4                                                          | 1                                                          | 5                                                          |   | Napoli              | 3                                                      | 0                                                      | 3                                                      |                                                        |  |                |                                                        |                                                        |                                                        |                                                        |  |         |                                                     |                                                     |                                                     |                                                     |  |                       |                                               |                                               |  |
|  |                                                            |                                                            |                                                            |                                                            |   | Napoli              | 3                                                      | 0                                                      | 3                                                      |                                                        |  |                |                                                        |                                                        |                                                        |                                                        |  |         |                                                     |                                                     |                                                     |                                                     |  |                       |                                               |                                               |  |
|  |                                                            |                                                            | Dinamo Moscú                                               | 1                                                          | 0 | 1                   |                                                        |                                                        |                                                        |                                                        |  |                |                                                        |                                                        |                                                        |                                                        |  |         |                                                     |                                                     |                                                     |                                                     |  |                       |                                               |                                               |  |
|  | Anderlecht                                                 | 0                                                          | Dinamo Moscú                                               | 1                                                          | 0 | 1                   | 1                                                      | 1                                                      |                                                        |                                                        |  |                |                                                        |                                                        |                                                        |                                                        |  |         |                                                     |                                                     |                                                     |                                                     |  |                       |                                               |                                               |  |
|  | Anderlecht                                                 | 0                                                          |                                                            |                                                            |   |                     |                                                        |                                                        |                                                        |                                                        |  |                |                                                        |                                                        |                                                        |                                                        |  |         |                                                     |                                                     |                                                     |                                                     |  |                       |                                               |                                               |  |
|  | Dinamo Moscú                                               | 0                                                          | 3                                                          | 3                                                          |   |                     |                                                        |                                                        |                                                        |                                                        |  |                |                                                        |                                                        |                                                        |                                                        |  |         |                                                     |                                                     |                                                     |                                                     |  |                       |                                               |                                               |  |
|  | Dinamo Moscú                                               | 0                                                          | 3                                                          | 3                                                          |   |                     |                                                        |                                                        |                                                        |                                                        |  |                |                                                        |                                                        |                                                        |                                                        |  | Napoli  | 1                                                   | 0                                                   | 1                                                   |                                                     |  |                       |                                               |                                               |  |
|  |                                                            |                                                            |                                                            |                                                            |   |                     |                                                        |                                                        |                                                        |                                                        |  |                |                                                        |                                                        |                                                        |                                                        |  | Napoli  | 1                                                   | 0                                                   | 1                                                   |                                                     |  |                       |                                               |                                               |  |
|  |                                                            |                                                            | Dnipro Dnipropetrovsk                                      | 1                                                          | 1 | 2                   |                                                        |                                                        |                                                        |                                                        |  |                |                                                        |                                                        |                                                        |                                                        |  |         |                                                     |                                                     |                                                     |                                                     |  |                       |                                               |                                               |  |
|  | Aalborg                                                    | 1                                                          | Dnipro Dnipropetrovsk                                      | 1                                                          | 1 | 2                   | 0                                                      | 1                                                      |                                                        |                                                        |  |                |                                                        |                                                        |                                                        |                                                        |  |         |                                                     |                                                     |                                                     |                                                     |  |                       |                                               |                                               |  |
|  | Aalborg                                                    | 1                                                          |                                                            |                                                            |   |                     |                                                        |                                                        |                                                        |                                                        |  |                |                                                        |                                                        |                                                        |                                                        |  |         |                                                     |                                                     |                                                     |                                                     |  |                       |                                               |                                               |  |
|  | Brujas                                                     | 3                                                          | 3                                                          | 6                                                          |   |                     |                                                        |                                                        |                                                        |                                                        |  |                |                                                        |                                                        |                                                        |                                                        |  |         |                                                     |                                                     |                                                     |                                                     |  |                       |                                               |                                               |  |
|  | Brujas                                                     | 3                                                          | 3                                                          | 6                                                          |   | Brujas              | 2                                                      | 3                                                      | 5                                                      |                                                        |  |                |                                                        |                                                        |                                                        |                                                        |  |         |                                                     |                                                     |                                                     |                                                     |  |                       |                                               |                                               |  |
|  |                                                            |                                                            |                                                            |                                                            |   | Brujas              | 2                                                      | 3                                                      | 5                                                      |                                                        |  |                |                                                        |                                                        |                                                        |                                                        |  |         |                                                     |                                                     |                                                     |                                                     |  |                       |                                               |                                               |  |
|  |                                                            |                                                            | Beşiktaş                                                   | 1                                                          | 1 | 2                   |                                                        |                                                        |                                                        |                                                        |  |                |                                                        |                                                        |                                                        |                                                        |  |         |                                                     |                                                     |                                                     |                                                     |  |                       |                                               |                                               |  |
|  | Liverpool                                                  | 1                                                          | Beşiktaş                                                   | 1                                                          | 1 | 2                   | 0                                                      | 1 (4)                                                  |                                                        |                                                        |  |                |                                                        |                                                        |                                                        |                                                        |  |         |                                                     |                                                     |                                                     |                                                     |  |                       |                                               |                                               |  |
|  | Liverpool                                                  | 1                                                          |                                                            |                                                            |   |                     |                                                        |                                                        |                                                        |                                                        |  |                |                                                        |                                                        |                                                        |                                                        |  |         |                                                     |                                                     |                                                     |                                                     |  |                       |                                               |                                               |  |
|  | Beşiktaş (p.)                                              | 0                                                          | 1                                                          | 1 (5)                                                      |   |                     |                                                        |                                                        |                                                        |                                                        |  |                |                                                        |                                                        |                                                        |                                                        |  |         |                                                     |                                                     |                                                     |                                                     |  |                       |                                               |                                               |  |
|  | Beşiktaş (p.)                                              | 0                                                          | 1                                                          | 1 (5)                                                      |   |                     |                                                        |                                                        |                                                        |                                                        |  | Brujas         | 0                                                      | 0                                                      | 0                                                      |                                                        |  |         |                                                     |                                                     |                                                     |                                                     |  |                       |                                               |                                               |  |
|  |                                                            |                                                            |                                                            |                                                            |   |                     |                                                        |                                                        |                                                        |                                                        |  | Brujas         | 0                                                      | 0                                                      | 0                                                      |                                                        |  |         |                                                     |                                                     |                                                     |                                                     |  |                       |                                               |                                               |  |
|  |                                                            |                                                            | Dnipro Dnipropetrovsk                                      | 0                                                          | 1 | 1                   |                                                        |                                                        |                                                        |                                                        |  |                |                                                        |                                                        |                                                        |                                                        |  |         |                                                     |                                                     |                                                     |                                                     |  |                       |                                               |                                               |  |
|  | Dnipro Dnipropetrovsk                                      | 2                                                          | Dnipro Dnipropetrovsk                                      | 0                                                          | 1 | 1                   | 2                                                      | 4                                                      |                                                        |                                                        |  |                |                                                        |                                                        |                                                        |                                                        |  |         |                                                     |                                                     |                                                     |                                                     |  |                       |                                               |                                               |  |
|  | Dnipro Dnipropetrovsk                                      | 2                                                          |                                                            |                                                            |   |                     |                                                        |                                                        |                                                        |                                                        |  |                |                                                        |                                                        |                                                        |                                                        |  |         |                                                     |                                                     |                                                     |                                                     |  |                       |                                               |                                               |  |
|  | Olympiacos                                                 | 0                                                          | 2                                                          | 2                                                          |   |                     |                                                        |                                                        |                                                        |                                                        |  |                |                                                        |                                                        |                                                        |                                                        |  |         |                                                     |                                                     |                                                     |                                                     |  |                       |                                               |                                               |  |
|  | Olympiacos                                                 | 0                                                          | 2                                                          | 2                                                          |   | Dnipro (t. s.) (v.) | 1                                                      | 1                                                      | 2                                                      |                                                        |  |                |                                                        |                                                        |                                                        |                                                        |  |         |                                                     |                                                     |                                                     |                                                     |  |                       |                                               |                                               |  |
|  |                                                            |                                                            |                                                            |                                                            |   | Dnipro (t. s.) (v.) | 1                                                      | 1                                                      | 2                                                      |                                                        |  |                |                                                        |                                                        |                                                        |                                                        |  |         |                                                     |                                                     |                                                     |                                                     |  |                       |                                               |                                               |  |
|  |                                                            |                                                            | Ajax                                                       | 0                                                          | 2 | 2                   |                                                        |                                                        |                                                        |                                                        |  |                |                                                        |                                                        |                                                        |                                                        |  |         |                                                     |                                                     |                                                     |                                                     |  |                       |                                               |                                               |  |
|  | Ajax                                                       | 1                                                          | Ajax                                                       | 0                                                          | 2 | 2                   | 3                                                      | 4                                                      |                                                        |                                                        |  |                |                                                        |                                                        |                                                        |                                                        |  |         |                                                     |                                                     |                                                     |                                                     |  |                       |                                               |                                               |  |
|  | Ajax                                                       | 1                                                          |                                                            |                                                            |   |                     |                                                        |                                                        |                                                        |                                                        |  |                |                                                        |                                                        |                                                        |                                                        |  |         |                                                     |                                                     |                                                     |                                                     |  |                       |                                               |                                               |  |
|  | Legia Varsovia                                             | 0                                                          | 0                                                          | 0                                                          |   |                     |                                                        |                                                        |                                                        |                                                        |  |                |                                                        |                                                        |                                                        |                                                        |  |         |                                                     |                                                     |                                                     |                                                     |  |                       |                                               |                                               |  |
|  | Legia Varsovia                                             | 0                                                          | 0                                                          | 0                                                          |   |                     |                                                        |                                                        |                                                        |                                                        |  |                |                                                        |                                                        |                                                        |                                                        |  |         |                                                     |                                                     |                                                     |                                                     |  | Dnipro Dnipropetrovsk | 2                                             |                                               |  |
|  |                                                            |                                                            |                                                            |                                                            |   |                     |                                                        |                                                        |                                                        |                                                        |  |                |                                                        |                                                        |                                                        |                                                        |  |         |                                                     |                                                     |                                                     |                                                     |  | Dnipro Dnipropetrovsk | 2                                             |                                               |  |
|  |                                                            |                                                            | Sevilla                                                    | 3                                                          |   |                     |                                                        |                                                        |                                                        |                                                        |  |                |                                                        |                                                        |                                                        |                                                        |  |         |                                                     |                                                     |                                                     |                                                     |  |                       |                                               |                                               |  |
|  | Villarreal                                                 | 2                                                          | Sevilla                                                    | 3                                                          | 3 | 5                   |                                                        |                                                        |                                                        |                                                        |  |                |                                                        |                                                        |                                                        |                                                        |  |         |                                                     |                                                     |                                                     |                                                     |  |                       |                                               |                                               |  |
|  | Villarreal                                                 | 2                                                          |                                                            |                                                            |   |                     |                                                        |                                                        |                                                        |                                                        |  |                |                                                        |                                                        |                                                        |                                                        |  |         |                                                     |                                                     |                                                     |                                                     |  |                       |                                               |                                               |  |
|  | Red Bull Salzburgo                                         | 1                                                          | 1                                                          | 2                                                          |   |                     |                                                        |                                                        |                                                        |                                                        |  |                |                                                        |                                                        |                                                        |                                                        |  |         |                                                     |                                                     |                                                     |                                                     |  |                       |                                               |                                               |  |
|  | Red Bull Salzburgo                                         | 1                                                          | 1                                                          | 2                                                          |   | Villarreal          | 1                                                      | 1                                                      | 2                                                      |                                                        |  |                |                                                        |                                                        |                                                        |                                                        |  |         |                                                     |                                                     |                                                     |                                                     |  |                       |                                               |                                               |  |
|  |                                                            |                                                            |                                                            |                                                            |   | Villarreal          | 1                                                      | 1                                                      | 2                                                      |                                                        |  |                |                                                        |                                                        |                                                        |                                                        |  |         |                                                     |                                                     |                                                     |                                                     |  |                       |                                               |                                               |  |
|  |                                                            |                                                            | Sevilla                                                    | 3                                                          | 2 | 5                   |                                                        |                                                        |                                                        |                                                        |  |                |                                                        |                                                        |                                                        |                                                        |  |         |                                                     |                                                     |                                                     |                                                     |  |                       |                                               |                                               |  |
|  | Sevilla                                                    | 1                                                          | Sevilla                                                    | 3                                                          | 2 | 5                   | 3                                                      | 4                                                      |                                                        |                                                        |  |                |                                                        |                                                        |                                                        |                                                        |  |         |                                                     |                                                     |                                                     |                                                     |  |                       |                                               |                                               |  |
|  | Sevilla                                                    | 1                                                          |                                                            |                                                            |   |                     |                                                        |                                                        |                                                        |                                                        |  |                |                                                        |                                                        |                                                        |                                                        |  |         |                                                     |                                                     |                                                     |                                                     |  |                       |                                               |                                               |  |
|  | B. Mönchengladbach                                         | 0                                                          | 2                                                          | 2                                                          |   |                     |                                                        |                                                        |                                                        |                                                        |  |                |                                                        |                                                        |                                                        |                                                        |  |         |                                                     |                                                     |                                                     |                                                     |  |                       |                                               |                                               |  |
|  | B. Mönchengladbach                                         | 0                                                          | 2                                                          | 2                                                          |   |                     |                                                        |                                                        |                                                        |                                                        |  | Sevilla        | 2                                                      | 2                                                      | 4                                                      |                                                        |  |         |                                                     |                                                     |                                                     |                                                     |  |                       |                                               |                                               |  |
|  |                                                            |                                                            |                                                            |                                                            |   |                     |                                                        |                                                        |                                                        |                                                        |  | Sevilla        | 2                                                      | 2                                                      | 4                                                      |                                                        |  |         |                                                     |                                                     |                                                     |                                                     |  |                       |                                               |                                               |  |
|  |                                                            |                                                            | Zenit                                                      | 1                                                          | 2 | 3                   |                                                        |                                                        |                                                        |                                                        |  |                |                                                        |                                                        |                                                        |                                                        |  |         |                                                     |                                                     |                                                     |                                                     |  |                       |                                               |                                               |  |
|  | PSV Eindhoven                                              | 0                                                          | Zenit                                                      | 1                                                          | 2 | 3                   | 0                                                      | 0                                                      |                                                        |                                                        |  |                |                                                        |                                                        |                                                        |                                                        |  |         |                                                     |                                                     |                                                     |                                                     |  |                       |                                               |                                               |  |
|  | PSV Eindhoven                                              | 0                                                          |                                                            |                                                            |   |                     |                                                        |                                                        |                                                        |                                                        |  |                |                                                        |                                                        |                                                        |                                                        |  |         |                                                     |                                                     |                                                     |                                                     |  |                       |                                               |                                               |  |
|  | Zenit                                                      | 1                                                          | 3                                                          | 4                                                          |   |                     |                                                        |                                                        |                                                        |                                                        |  |                |                                                        |                                                        |                                                        |                                                        |  |         |                                                     |                                                     |                                                     |                                                     |  |                       |                                               |                                               |  |
|  | Zenit                                                      | 1                                                          | 3                                                          | 4                                                          |   | Zenit               | 2                                                      | 0                                                      | 2                                                      |                                                        |  |                |                                                        |                                                        |                                                        |                                                        |  |         |                                                     |                                                     |                                                     |                                                     |  |                       |                                               |                                               |  |
|  |                                                            |                                                            |                                                            |                                                            |   | Zenit               | 2                                                      | 0                                                      | 2                                                      |                                                        |  |                |                                                        |                                                        |                                                        |                                                        |  |         |                                                     |                                                     |                                                     |                                                     |  |                       |                                               |                                               |  |
|  |                                                            |                                                            | Torino                                                     | 0                                                          | 1 | 1                   |                                                        |                                                        |                                                        |                                                        |  |                |                                                        |                                                        |                                                        |                                                        |  |         |                                                     |                                                     |                                                     |                                                     |  |                       |                                               |                                               |  |
|  | Torino                                                     | 2                                                          | Torino                                                     | 0                                                          | 1 | 1                   | 3                                                      | 5                                                      |                                                        |                                                        |  |                |                                                        |                                                        |                                                        |                                                        |  |         |                                                     |                                                     |                                                     |                                                     |  |                       |                                               |                                               |  |
|  | Torino                                                     | 2                                                          |                                                            |                                                            |   |                     |                                                        |                                                        |                                                        |                                                        |  |                |                                                        |                                                        |                                                        |                                                        |  |         |                                                     |                                                     |                                                     |                                                     |  |                       |                                               |                                               |  |
|  | Athletic Club                                              | 2                                                          | 2                                                          | 4                                                          |   |                     |                                                        |                                                        |                                                        |                                                        |  |                |                                                        |                                                        |                                                        |                                                        |  |         |                                                     |                                                     |                                                     |                                                     |  |                       |                                               |                                               |  |
|  | Athletic Club                                              | 2                                                          | 2                                                          | 4                                                          |   |                     |                                                        |                                                        |                                                        |                                                        |  |                |                                                        |                                                        |                                                        |                                                        |  | Sevilla | 3                                                   | 2                                                   | 5                                                   |                                                     |  |                       |                                               |                                               |  |
|  |                                                            |                                                            |                                                            |                                                            |   |                     |                                                        |                                                        |                                                        |                                                        |  |                |                                                        |                                                        |                                                        |                                                        |  | Sevilla | 3                                                   | 2                                                   | 5                                                   |                                                     |  |                       |                                               |                                               |  |
|  |                                                            |                                                            | Fiorentina                                                 | 0                                                          | 0 | 0                   |                                                        |                                                        |                                                        |                                                        |  |                |                                                        |                                                        |                                                        |                                                        |  |         |                                                     |                                                     |                                                     |                                                     |  |                       |                                               |                                               |  |
|  | Young Boys                                                 | 1                                                          | Fiorentina                                                 | 0                                                          | 0 | 0                   | 1                                                      | 2                                                      |                                                        |                                                        |  |                |                                                        |                                                        |                                                        |                                                        |  |         |                                                     |                                                     |                                                     |                                                     |  |                       |                                               |                                               |  |
|  | Young Boys                                                 | 1                                                          |                                                            |                                                            |   |                     |                                                        |                                                        |                                                        |                                                        |  |                |                                                        |                                                        |                                                        |                                                        |  |         |                                                     |                                                     |                                                     |                                                     |  |                       |                                               |                                               |  |
|  | Everton                                                    | 4                                                          | 3                                                          | 7                                                          |   |                     |                                                        |                                                        |                                                        |                                                        |  |                |                                                        |                                                        |                                                        |                                                        |  |         |                                                     |                                                     |                                                     |                                                     |  |                       |                                               |                                               |  |
|  | Everton                                                    | 4                                                          | 3                                                          | 7                                                          |   | Everton             | 2                                                      | 2                                                      | 4                                                      |                                                        |  |                |                                                        |                                                        |                                                        |                                                        |  |         |                                                     |                                                     |                                                     |                                                     |  |                       |                                               |                                               |  |
|  |                                                            |                                                            |                                                            |                                                            |   | Everton             | 2                                                      | 2                                                      | 4                                                      |                                                        |  |                |                                                        |                                                        |                                                        |                                                        |  |         |                                                     |                                                     |                                                     |                                                     |  |                       |                                               |                                               |  |
|  |                                                            |                                                            | Dinamo de Kiev                                             | 1                                                          | 5 | 6                   |                                                        |                                                        |                                                        |                                                        |  |                |                                                        |                                                        |                                                        |                                                        |  |         |                                                     |                                                     |                                                     |                                                     |  |                       |                                               |                                               |  |
|  | Guingamp                                                   | 2                                                          | Dinamo de Kiev                                             | 1                                                          | 5 | 6                   | 1                                                      | 3                                                      |                                                        |                                                        |  |                |                                                        |                                                        |                                                        |                                                        |  |         |                                                     |                                                     |                                                     |                                                     |  |                       |                                               |                                               |  |
|  | Guingamp                                                   | 2                                                          |                                                            |                                                            |   |                     |                                                        |                                                        |                                                        |                                                        |  |                |                                                        |                                                        |                                                        |                                                        |  |         |                                                     |                                                     |                                                     |                                                     |  |                       |                                               |                                               |  |
|  | Dinamo de Kiev                                             | 1                                                          | 3                                                          | 4                                                          |   |                     |                                                        |                                                        |                                                        |                                                        |  |                |                                                        |                                                        |                                                        |                                                        |  |         |                                                     |                                                     |                                                     |                                                     |  |                       |                                               |                                               |  |
|  | Dinamo de Kiev                                             | 1                                                          | 3                                                          | 4                                                          |   |                     |                                                        |                                                        |                                                        |                                                        |  | Dinamo de Kiev | 1                                                      | 0                                                      | 1                                                      |                                                        |  |         |                                                     |                                                     |                                                     |                                                     |  |                       |                                               |                                               |  |
|  |                                                            |                                                            |                                                            |                                                            |   |                     |                                                        |                                                        |                                                        |                                                        |  | Dinamo de Kiev | 1                                                      | 0                                                      | 1                                                      |                                                        |  |         |                                                     |                                                     |                                                     |                                                     |  |                       |                                               |                                               |  |
|  |                                                            |                                                            | Fiorentina                                                 | 1                                                          | 2 | 3                   |                                                        |                                                        |                                                        |                                                        |  |                |                                                        |                                                        |                                                        |                                                        |  |         |                                                     |                                                     |                                                     |                                                     |  |                       |                                               |                                               |  |
|  | Tottenham Hotspur                                          | 1                                                          | Fiorentina                                                 | 1                                                          | 2 | 3                   | 0                                                      | 1                                                      |                                                        |                                                        |  |                |                                                        |                                                        |                                                        |                                                        |  |         |                                                     |                                                     |                                                     |                                                     |  |                       |                                               |                                               |  |
|  | Tottenham Hotspur                                          | 1                                                          |                                                            |                                                            |   |                     |                                                        |                                                        |                                                        |                                                        |  |                |                                                        |                                                        |                                                        |                                                        |  |         |                                                     |                                                     |                                                     |                                                     |  |                       |                                               |                                               |  |
|  | Fiorentina                                                 | 1                                                          | 2                                                          | 3                                                          |   |                     |                                                        |                                                        |                                                        |                                                        |  |                |                                                        |                                                        |                                                        |                                                        |  |         |                                                     |                                                     |                                                     |                                                     |  |                       |                                               |                                               |  |
|  | Fiorentina                                                 | 1                                                          | 2                                                          | 3                                                          |   | Fiorentina          | 1                                                      | 3                                                      | 4                                                      |                                                        |  |                |                                                        |                                                        |                                                        |                                                        |  |         |                                                     |                                                     |                                                     |                                                     |  |                       |                                               |                                               |  |
|  |                                                            |                                                            |                                                            |                                                            |   | Fiorentina          | 1                                                      | 3                                                      | 4                                                      |                                                        |  |                |                                                        |                                                        |                                                        |                                                        |  |         |                                                     |                                                     |                                                     |                                                     |  |                       |                                               |                                               |  |
|  |                                                            |                                                            | Roma                                                       | 1                                                          | 0 | 1                   |                                                        |                                                        |                                                        |                                                        |  |                |                                                        |                                                        |                                                        |                                                        |  |         |                                                     |                                                     |                                                     |                                                     |  |                       |                                               |                                               |  |
|  | Roma                                                       | 1                                                          | Roma                                                       | 1                                                          | 0 | 1                   | 2                                                      | 3                                                      |                                                        |                                                        |  |                |                                                        |                                                        |                                                        |                                                        |  |         |                                                     |                                                     |                                                     |                                                     |  |                       |                                               |                                               |  |
|  | Roma                                                       | 1                                                          |                                                            |                                                            |   |                     |                                                        |                                                        |                                                        |                                                        |  |                |                                                        |                                                        |                                                        |                                                        |  |         |                                                     |                                                     |                                                     |                                                     |  |                       |                                               |                                               |  |
|  | Feyenoord                                                  | 1                                                          | 1                                                          | 2                                                          |   |                     |                                                        |                                                        |                                                        |                                                        |  |                |                                                        |                                                        |                                                        |                                                        |  |         |                                                     |                                                     |                                                     |                                                     |  |                       |                                               |                                               |  |
|  | Feyenoord                                                  | 1                                                          | 1                                                          | 2                                                          |   |                     |                                                        |                                                        |                                                        |                                                        |  |                |                                                        |                                                        |                                                        |                                                        |  |         |                                                     |                                                     |                                                     |                                                     |  |                       |                                               |                                               |  |
|  |                                                            |                                                            |                                                            |                                                            |   |                     |                                                        |                                                        |                                                        |                                                        |  |                |                                                        |                                                        |                                                        |                                                        |  |         |                                                     |                                                     |                                                     |                                                     |  |                       |                                               |                                               |  |

### Dieciseisavos de final
El sorteo para los dieciseisavos de final de la Liga Europa de la UEFA 2014/2015 se celebró el lunes 15 de diciembre de 2014 a las 13:00 h (CET) en la sede de la UEFA en Nyon, Suiza. Los partidos tendrán lugar los días 19 y 26 de febrero de 2015.
| Equipo local ida      | Resultado    | Equipo visitante ida     | Ida | Vuelta |
| --------------------- | ------------ | ------------------------ | --- | ------ |
| Young Boys            | 2:7          | Everton                  | 1:4 | 1:3    |
| Torino                | 5:4          | Athletic Club            | 2:2 | 3:2    |
| Sevilla               | 4:2          | Borussia Mönchengladbach | 1:0 | 3:2    |
| Wolfsburgo            | 2:0          | Sporting de Portugal     | 2:0 | 0:0    |
| Ajax                  | 4:0          | Legia de Varsovia        | 1:0 | 3:0    |
| Aalborg               | 1:6          | Brujas                   | 1:3 | 0:3    |
| Anderlecht            | 1:3          | Dinamo Moscú             | 0:0 | 1:3    |
| Dnipro Dnipropetrovsk | 4:2          | Olympiacos               | 2:0 | 2:2    |
| Trabzonspor           | 0:5          | Napoli                   | 0:4 | 0:1    |
| Guingamp              | 3:4          | Dinamo Kiev              | 2:1 | 1:3    |
| Villarreal            | 5:2          | Red Bull Salzburg        | 2:1 | 3:1    |
| Roma                  | 3:2          | Feyenoord                | 1:1 | 2:1    |
| PSV Eindhoven         | 0:4          | Zenit San Petersburgo    | 0:1 | 0:3    |
| Liverpool             | 1:1 (4:5 p.) | Beşiktaş                 | 1:0 | 0:1    |
| Tottenham Hotspur     | 1:3          | Fiorentina               | 1:1 | 0:2    |
| Celtic                | 3:4          | Internazionale           | 3:3 | 0:1    |

### Octavos de final

#### Everton - Dinamo Kiev
| 12 de marzo de 2015 | Everton                          | 2:1 (1:1) | Dinamo Kiev | Goodison Park, Liverpool                                            |                                                                     |
|                     | Naismith 39' · Lukaku 82' (pen.) | Reporte   | 14' Gusev   | Asistencia: 26.150 espectadores Árbitro(s): Carlos Velasco Carballo | Asistencia: 26.150 espectadores Árbitro(s): Carlos Velasco Carballo |

| 19 de marzo de 2015                                        | Dinamo Kiev                                                                   | 5:2 (3:1) | Everton                   | Estadio Olímpico de Kiev, Kiev                            |                                                           |
|                                                            | Yarmolenko 21' · Teodorczyk 35' · Miguel Veloso 37' · Gusev 56' · Antunes 76' | Reporte   | 29' Lukaku · 82' Jagielka | Asistencia: 67.553 espectadores Árbitro(s): Deniz Aytekin | Asistencia: 67.553 espectadores Árbitro(s): Deniz Aytekin |
| Dinamo Kiev gana la serie 6-4 y avanzó a cuartos de final. |                                                                               |           |                           |                                                           |                                                           |

#### Dnipro Dnipropetrovsk - Ajax
| 12 de marzo de 2015 | Dnipro Dnipropetrovsk | 1:0 (1:0) | Ajax | Estadio Olímpico de Kiev, Kiev                         |                                                        |
|                     | Zozulya 30'           | Reporte   |      | Asistencia: 10.581 espectadores Árbitro(s): Ivan Bebek | Asistencia: 10.581 espectadores Árbitro(s): Ivan Bebek |

| 19 de marzo de 2015                                                                                        | Ajax                            | 2:1 (1:0, 1:1) (t. s.) | Dnipro Dnipropetrovsk | Ámsterdam Arena, Ámsterdam                                   |                                                              |
| | Bazoer 60' · Van Der Hoorn 117' | Reporte                | 97' Konoplianka       | Asistencia: 51.756 espectadores Árbitro(s): Aleksei Kulbakov | Asistencia: 51.756 espectadores Árbitro(s): Aleksei Kulbakov |
| Dnipro Dnipropetrovsk empata la serie 2-2 y avanzó a cuartos de final por el criterio de gol de visitante. |                                 |                        |                       |                                                              |                                                              |

#### Zenit San Petersburgo - Torino
| 12 de marzo de 2015 | Zenit San Petersburgo     | 2:0 (1:0) | Torino | Estadio Petrovsky, San Petersburgo                          |                                                             |
|                     | Witsel 38' · Criscito 53' | Reporte   |        | Asistencia: 17.271 espectadores Árbitro(s): Manuel De Sousa | Asistencia: 17.271 espectadores Árbitro(s): Manuel De Sousa |

| 19 de marzo de 2015                                                  | Torino   | 1:0 (0:0) | Zenit San Petersburgo | Estadio Olímpico de Turín, Turín |                       |
|                                                                      | Glik 90' | Reporte   |                       | Árbitro(s): Matej Jug            | Árbitro(s): Matej Jug |
| Zenit San Petersburgo gana la serie 2-1 y avanzó a cuartos de final. |          |           |                       |                                  |                       |

#### Wolfsburgo - Inter
| 12 de marzo de 2015 | Wolfsburgo                    | 3:1 (1:1) | Inter      | Volkswagen-Arena, Wolfsburgo                                 |                                                              |
|                     | Naldo 28' · De Bruyne 63' 76' | Reporte   | 6' Palacio | Asistencia: 25.374 espectadores Árbitro(s): Szymon Marciniak | Asistencia: 25.374 espectadores Árbitro(s): Szymon Marciniak |

| 19 de marzo de 2015                                       | Inter       | 1:2 (0:1) | Wolfsburgo                   | Giuseppe Meazza, Milán                                       |                                                              |
|                                                           | Palacio 71' | Reporte   | 24' Caligiuri · 89' Bendtner | Asistencia: 40.000 espectadores Árbitro(s): Mark Clattenburg | Asistencia: 40.000 espectadores Árbitro(s): Mark Clattenburg |
| Wolfsburgo gana la serie 5-2 y avanzó a cuartos de final. |             |           |                              |                                                              |                                                              |

#### Villarreal - Sevilla
| 12 de marzo de 2015 | Villarreal | 1:3 (0:2) | Sevilla                             | El Madrigal, Villarreal                                    |                                                            |
|                     | Vietto 48' | Reporte   | 1' Vitolo · 26' M'Bia · 50' Gameiro | Asistencia: 21.000 espectadores Árbitro(s): Daniele Orsato | Asistencia: 21.000 espectadores Árbitro(s): Daniele Orsato |

| 19 de marzo de 2015                                    | Sevilla                 | 2:1 (0:0) | Villarreal     | Ramón Sánchez Pizjuán, Sevilla                              |                                                             |
|                                                        | Iborra 69' · Suárez 83' | Reporte   | 73' Dos Santos | Asistencia: 35.000 espectadores Árbitro(s): Martin Atkinson | Asistencia: 35.000 espectadores Árbitro(s): Martin Atkinson |
| Sevilla gana la serie 5-2 y avanzó a cuartos de final. |                         |           |                |                                                             |                                                             |

#### Napoli - Dinamo Moscú
| 12 de marzo de 2015 | Napoli                     | 3:1 (2:1) | Dinamo Moscú | Estadio San Paolo, Nápoles                                     |                                                                |
|                     | Higuaín 25' 31' (pen.) 55' | Reporte   | 2' Kurányi   | Asistencia: 17.727 espectadores Árbitro(s): Tasos Sidiropoulos | Asistencia: 17.727 espectadores Árbitro(s): Tasos Sidiropoulos |

| 19 de marzo de 2015                                   | Dinamo Moscú | 0:0     | Napoli | Arena Jimki, Moscú                                      |                                                         |
|                                                       |              | Reporte |        | Asistencia: 17.356 espectadores Árbitro(s): Bas Nijhuis | Asistencia: 17.356 espectadores Árbitro(s): Bas Nijhuis |
| Napoli gana la serie 3-1 y avanzó a cuartos de final. |              |         |        |                                                         |                                                         |

#### Brujas - Beşiktaş
| 12 de marzo de 2015 | Brujas                              | 2:1 (0:0) | Beşiktaş | Estadio Jan Breydel, Brujas                               |                                                           |
|                     | De Sutter 62' · Refaelov 79' (pen.) | Reporte   | 46' Töre | Asistencia: 12.977 espectadores Árbitro(s): Craig Thomson | Asistencia: 12.977 espectadores Árbitro(s): Craig Thomson |

| 19 de marzo de 2015                                   | Beşiktaş  | 1:3 (0:0) | Brujas                                | Estadio Olímpico Atatürk, Estambul |                            |
|                                                       | Motta 48' | Reporte   | 61' Sutter · 80' 90' Bolingoli-Mbombo | Árbitro(s): Sergei Karasev         | Árbitro(s): Sergei Karasev |
| Brujas gana la serie 5-2 y avanzó a cuartos de final. |           |           |                                       |                                    |                            |

#### Fiorentina - Roma
| 12 de marzo de 2015 | Fiorentina | 1:1 (1:0) | Roma      | Stadio Artemio Franchi, Florencia                               |                                                                 |
|                     | Iličić 17' | Reporte   | 77' Keita | Asistencia: 23.557 espectadores Árbitro(s): Antonio Mateu Lahoz | Asistencia: 23.557 espectadores Árbitro(s): Antonio Mateu Lahoz |

| 19 de marzo de 2015                                       | Roma | 0:3 (0:3) | Fiorentina                                     | Estadio Olímpico de Roma, Roma                           |                                                          |
|                                                           |      | Reporte   | 9' (pen.) Rodríguez · 18' Alonso · 22' Basanta | Asistencia: 30.591 espectadores Árbitro(s): Cüneyt Çakır | Asistencia: 30.591 espectadores Árbitro(s): Cüneyt Çakır |
| Fiorentina gana la serie 4-1 y avanzó a cuartos de final. |      |           |                                                |                                                          |                                                          |

### Cuartos de final

#### Sevilla - Zenit San Petersburgo
| 16 de abril de 2015 | Sevilla                | 2:1 (0:1) | Zenit San Petersburgo | Estadio Ramón Sánchez-Pizjuán, Sevilla                  |                                                         |
|                     | Bacca 73' · Suárez 88' | Reporte   | 29' Ryazantsev        | Asistencia: 40.450 espectadores Árbitro(s): Bas Nijhuis | Asistencia: 40.450 espectadores Árbitro(s): Bas Nijhuis |

| 23 de abril de 2015                               | Zenit San Petersburgo | 2:2 (0:1) | Sevilla                       | Estadio Petrovsky, San Petersburgo                         |                                                            |
|                                                   | Rondón 48' · Hulk 72' | Reporte   | 6' (pen.) Bacca · 85' Gameiro | Asistencia: 21.050 espectadores Árbitro(s): Nicola Rizzoli | Asistencia: 21.050 espectadores Árbitro(s): Nicola Rizzoli |
| Sevilla gana la serie 4-3 y avanzó a semifinales. |                       |           |                               |                                                            |                                                            |

#### Brujas - Dnipro Dnipropetrovsk
| 16 de abril de 2015 | Brujas | 0:0     | Dnipro Dnipropetrovsk | Estadio Jan Breydel, Brujas                               |                                                           |
|                     |        | Reporte |                       | Asistencia: 29.000 espectadores Árbitro(s): Damir Skomina | Asistencia: 29.000 espectadores Árbitro(s): Damir Skomina |

| 23 de abril de 2015                                             | Dnipro Dnipropetrovsk | 1:0 (0:0) | Brujas | Dnipro Arena, Dnipropetrovsk                                         |                                                                      |
|                                                                 | Shakhov 82'           | Reporte   |        | Asistencia: 16.234 espectadores Árbitro(s): Alberto Undiano Mallenco | Asistencia: 16.234 espectadores Árbitro(s): Alberto Undiano Mallenco |
| Dnipro Dnipropetrovsk gana la serie 1-0 y avanzó a semifinales. |                       |           |        |                                                                      |                                                                      |

#### Dinamo Kiev - Fiorentina
| 16 de abril de 2015 | Dinamo Kiev | 1:1 (1:0) | Fiorentina  | Estadio Olímpico de Kiev, Kiev                               |                                                              |
|                     | Lens 36'    | Reporte   | 29' Babacar | Asistencia: 65.535 espectadores Árbitro(s): Szymon Marciniak | Asistencia: 65.535 espectadores Árbitro(s): Szymon Marciniak |

| 23 de abril de 2015                                  | Fiorentina               | 2:0 (1:0) | Dinamo Kiev | Estadio Artemio Franchi, Florencia                         |                                                            |
|                                                      | Gómez 43' · Vargas 90+4' | Reporte   |             | Asistencia: 28.058 espectadores Árbitro(s): Jonas Eriksson | Asistencia: 28.058 espectadores Árbitro(s): Jonas Eriksson |
| Fiorentina gana la serie 3-1 y avanzó a semifinales. |                          |           |             |                                                            |                                                            |

#### Wolfsburgo - Napoli
| 16 de abril de 2015 | Wolfsburgo   | 1:4 (0:2) | Napoli                                        | Volkswagen-Arena, Wolfsburgo                                    |                                                                 |
|                     | Bendtner 80' | Reporte   | 15' Higuaín · 23' 64' Hamšík · 77' Gabbiadini | Asistencia: 25.112 espectadores Árbitro(s): Antonio Mateu Lahoz | Asistencia: 25.112 espectadores Árbitro(s): Antonio Mateu Lahoz |

| 23 de abril de 2015                               | Napoli                     | 2:2 (0:0) | Wolfsburgo              | Estadio San Paolo, Nápoles                               |                                                          |
|                                                   | Callejón 50' · Mertens 65' |           | 71' Klose · 73' Perišić | Asistencia: 27.262 espectadores Árbitro(s): Cüneyt Çakir | Asistencia: 27.262 espectadores Árbitro(s): Cüneyt Çakir |
| Napoli gana la serie 6-3 y avanzó a semifinales . |                            |           |                         |                                                          |                                                          |

### Semifinales

#### Napoli - Dnipro Dnipropetrovsk
| 7 de mayo de 2015 | Napoli    | 1:1 (0:0) | Dnipro Dnipropetrovsk | Estadio San Paolo, Nápoles    |                               |
|                   | López 50' | Reporte   | 81' Seleznyov         | Árbitro(s): Svein Oddvar Moen | Árbitro(s): Svein Oddvar Moen |

| 14 de mayo de 2015                                           | Dnipro Dnipropetrovsk | 1:0 (0:0) | Napoli | Estadio Olímpico de Kiev, Kiev |                           |
|                                                              | Seleznyov 58'         | Reporte   |        | Árbitro(s): Milorad Mažić      | Árbitro(s): Milorad Mažić |
| Dnipro Dnipropetrovsk gana la serie 2-1 y avanzó a la Final. |                       |           |        |                                |                           |

#### Sevilla - Fiorentina
| 7 de mayo de 2015 | Sevilla                     | 3:0 (1:0) | Fiorentina | Estadio Ramón Sánchez-Pizjuán, Sevilla                  |                                                         |
|                   | Vidal 17' 52' · Gameiro 75' | Reporte   |            | Asistencia: 43.200 espectadores Árbitro(s): Felix Brych | Asistencia: 43.200 espectadores Árbitro(s): Felix Brych |

| 14 de mayo de 2015                              | Fiorentina | 0:2 (0:2) | Sevilla                 | Estadio Artemio Franchi, Florencia |                           |
|                                                 |            | Reporte   | 22' Bacca · 27' Carriço | Árbitro(s): Damir Skomina          | Árbitro(s): Damir Skomina |
| Sevilla gana la serie 5-0 y avanzó a la Final . |            |           |                         |                                    |                           |

### Final

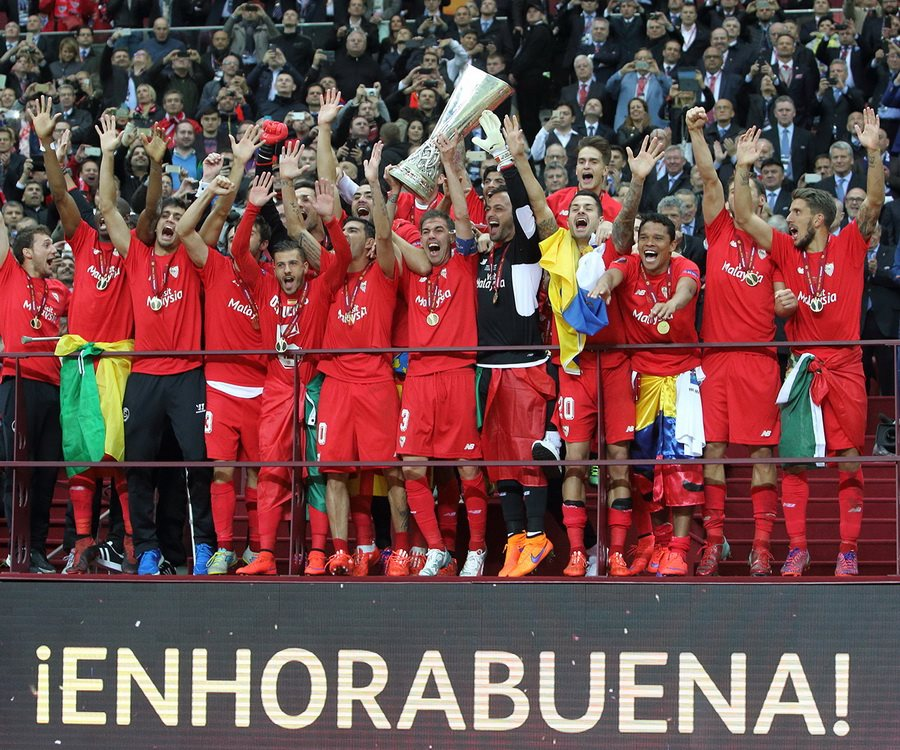
El Sevilla Fútbol Club levantando su 4ª Liga Europa, convirtiéndose así en el equipo más laureado en la historia de la competición.

| 71         | POR        | Denys Boyko         |     |
| 44         | DEF        | Artem Fedetskiy     |     |
| 23         | DEF        | Douglas             |     |
| 14         | DEF        | Yevhen Cheberyachko |     |
| 12         | DEF        | Leo Matos           |     |
| 99         | MED        | Matheus             |     |
| 7          | MED        | Jaba Kankava        | 85' |
| 25         | MED        | Valeriy Fedorchuk   | 68' |
| 10         | MED        | Yevhen Konoplyanka  |     |
| 29         | MED        | Ruslan Rotan        |     |
| 9          | DEL        | Nikola Kalinić      | 78' |
| Entrenador | Entrenador | Myron Markevych     |     |

| 29         | POR        | Sergio Rico            |     |
| 2          | DEF        | Benoît Trémoulinas     |     |
| 6          | DEF        | Daniel Carriço         |     |
| 15         | DEF        | Timothée Kolodziejczak |     |
| 22         | DEF        | Aleix Vidal            |     |
| 4          | MED        | Grzegorz Krychowiak    |     |
| 25         | MED        | Stéphane M'Bia         |     |
| 20         | MED        | Vitolo Machín          |     |
| 19         | MED        | Éver Banega            | 89' |
| 10         | DEL        | José Antonio Reyes     | 58' |
| 9          | DEL        | Carlos Bacca           | 82' |
| Entrenador | Entrenador | Unai Emery             |     |

| 19 | MED | Roman Bezus      | 68' |
| 11 | DEL | Yevhen Seleznyov | 78' |
| 28 | MED | Yevhen Shakhov   | 85' |

| 23 | DEF | Coke Andújar   | 58' |
| 7  | DEL | Kevin Gameiro  | 82' |
| 12 | MED | Vicente Iborra | 89' |

| Anotado | 7'  | Nikola Kalinić | 1–0 |
| Anotado | 44' | Ruslan Rotan   | 2–2 |

| Anotado | 28' | Grzegorz Krychowiak | 1–1 |
| Anotado | 31' | Carlos Bacca        | 1–2 |
| Anotado | 73' | Carlos Bacca        | 2–3 |

| 17' | Jaba Kankava   |  |
| 45' | Nikola Kalinić |  |
| 70' | Roman Bezus    |  |
| 75' | Ruslan Rotan   |  |
| 83' | Leo Matos      |  |

| 45' | Grzegorz Krychowiak |  |
| 62' | Daniel Carriço      |  |
| 74' | Carlos Bacca        |  |

| Árbitro                      | Martin Atkinson   |
| Asistentes de línea de banda | Michael Mullarkey |
| Asistentes de línea de banda | Stephen Child     |
| Asistentes de línea de gol   | Anthony Taylor    |
| Asistentes de línea de gol   | Andre Marriner    |
| Cuarto árbitro               | Pavel Královec    |

| 71         | POR        | Denys Boyko         |     |
| 44         | DEF        | Artem Fedetskiy     |     |
| 23         | DEF        | Douglas             |     |
| 14         | DEF        | Yevhen Cheberyachko |     |
| 12         | DEF        | Leo Matos           |     |
| 99         | MED        | Matheus             |     |
| 7          | MED        | Jaba Kankava        | 85' |
| 25         | MED        | Valeriy Fedorchuk   | 68' |
| 10         | MED        | Yevhen Konoplyanka  |     |
| 29         | MED        | Ruslan Rotan        |     |
| 9          | DEL        | Nikola Kalinić      | 78' |
| Entrenador | Entrenador | Myron Markevych     |     |

| 29         | POR        | Sergio Rico            |     |
| 2          | DEF        | Benoît Trémoulinas     |     |
| 6          | DEF        | Daniel Carriço         |     |
| 15         | DEF        | Timothée Kolodziejczak |     |
| 22         | DEF        | Aleix Vidal            |     |
| 4          | MED        | Grzegorz Krychowiak    |     |
| 25         | MED        | Stéphane M'Bia         |     |
| 20         | MED        | Vitolo Machín          |     |
| 19         | MED        | Éver Banega            | 89' |
| 10         | DEL        | José Antonio Reyes     | 58' |
| 9          | DEL        | Carlos Bacca           | 82' |
| Entrenador | Entrenador | Unai Emery             |     |

| 19 | MED | Roman Bezus      | 68' |
| 11 | DEL | Yevhen Seleznyov | 78' |
| 28 | MED | Yevhen Shakhov   | 85' |

| 23 | DEF | Coke Andújar   | 58' |
| 7  | DEL | Kevin Gameiro  | 82' |
| 12 | MED | Vicente Iborra | 89' |

| Anotado | 7'  | Nikola Kalinić | 1–0 |
| Anotado | 44' | Ruslan Rotan   | 2–2 |

| Anotado | 28' | Grzegorz Krychowiak | 1–1 |
| Anotado | 31' | Carlos Bacca        | 1–2 |
| Anotado | 73' | Carlos Bacca        | 2–3 |

| 17' | Jaba Kankava   |  |
| 45' | Nikola Kalinić |  |
| 70' | Roman Bezus    |  |
| 75' | Ruslan Rotan   |  |
| 83' | Leo Matos      |  |

| 45' | Grzegorz Krychowiak |  |
| 62' | Daniel Carriço      |  |
| 74' | Carlos Bacca        |  |

| Árbitro                      | Martin Atkinson   |
| Asistentes de línea de banda | Michael Mullarkey |
| Asistentes de línea de banda | Stephen Child     |
| Asistentes de línea de gol   | Anthony Taylor    |
| Asistentes de línea de gol   | Andre Marriner    |
| Cuarto árbitro               | Pavel Královec    |

|                            |
| Bandera de España          |
| Campeón Sevilla 4.º título |

## Estadísticas
En cursiva, jugadores que aún participan en la competición.

### Goleadores
| Jugador               | Equipo                  | Goles | Minutos |
| --------------------- | ----------------------- | ----- | ------- |
| Alan                  | Red Bull Salzburg       | 8     | 423'    |
| Romelu Lukaku         | Everton F. C.           | 8     | 634'    |
| Gonzalo Higuaín       | S. S . C. Napoli        | 7     | 655'    |
| Carlos Bacca          | Sevilla FC              | 7     | 751'    |
| Stefanos Athanasiadis | PAOK F. C.              | 6     | 516'    |
| Guillaume Hoarau      | Young Boys              | 6     | 605'    |
| Jonathan Soriano      | Red Bull Salzburg       | 6     | 613'    |
| Luciano Vietto        | Villarreal C. F.        | 6     | 732'    |
| Lior Refaelov         | Club Brujas             | 6     | 789'    |
| Raul Rusescu          | Steaua Bucaresti        | 5     | 147'    |
| Harry Kane            | Tottenham Hotspur F. C. | 5     | 422'    |

### Máximos Asistentes
| Jugador              | Equipo              | Asistencias | Minutos |
| -------------------- | ------------------- | ----------- | ------- |
| Luciano Vietto       | Villarreal C. F.    | 6           | 732'    |
| Andriy Yarmolenko    | Dinamo Kiev         | 6           | 933'    |
| Colin Kâzım-Richards | Feyenoord Rotterdam | 5           | 560'    |
| Kevin De Bruyne      | VfL Wolfsburgo      | 5           | 981'    |
| Leighton Baines      | Everton F. C.       | 4           | 450'    |
| Kevin Kampl          | Red Bull Salzburg   | 4           | 540'    |
| Alexandru Chipciu    | Steaua Bucarest     | 4           | 640'    |
| Lior Refaelov        | Club Brujas         | 4           | 789'    |
| Gökhan Töre          | Beşiktaş J. K.      | 4           | 886'    |
| Jonathan Soriano     | Red Bull Salzburg   | 3           | 613'    |